# 民主主義

EIUによる2024年民主主義指数の地図。濃い青が最も民主的（指数10）、濃い赤が最も非民主的（指数0）

2022年の世界の民主主義のデ・ジュリ（法律上）の状態。民主主義と自称していないのは、サウジアラビア、オマーン、アラブ首長国連邦、カタール、ブルネイ、アフガニスタン、バチカンのみ。中国、北朝鮮、ラオスは憲法で自国を人民民主主義国家と記載。

民主主義（みんしゅしゅぎ、古希: δημοκρατία（古代ギリシア語ラテン翻字: dēmokratía：人民dēmos（δημο）+統治kratos（κρατία））、羅: Democratia、英: Democracy、デモクラシー）は、法律・政策、指導者、国家・その他の主要事業が直接的または間接的に「人民 (people) 」によって決定される統治システムのことである。
現代民主主義国家では、人々は選挙権を行使して自らの代行者（代議員）を選ぶ。選ばれた各々の代行者は自己を選出した人々の意思を代行し、多数決・法治主義の下に権力を行使する。日本では民主制、民主政体などとも訳される。
民主主義という用語は古代ギリシャで「多数者の支配」を意味し、君主政治や貴族政治との対比で使用された。しかしその後は衆愚政治などを意味する否定的な用語として使用され続け、近代より肯定的な概念として復権して、第一次世界大戦後には全世界に普及した。
民主主義には直接民主制と間接民主制があり、また自由主義的な自由民主主義（批判的にブルジョワ民主主義）の他に、経済的平等を重視する社会主義・プロレタリア民主主義なども登場した。

## 概説

### 語源
「デモクラシー」（英: democracy）の語源は古代ギリシャ語のδημοκρατία（古代ギリシャ語ドーリス方言: δᾱμοκρᾰτίᾱ、古代ギリシア語ラテン翻字: dēmokratía、デーモクラティアー）で、これは「人民・民衆・大衆」などを意味するδῆμος（古代ギリシア語ラテン翻字: dêmos、デーモス）と、「権力・支配」などを意味する κράτος（古代ギリシア語ラテン翻字: kratos、クラトス）を組み合わせたもので、「人民権力」「民衆支配」「国民主権」などの意味を持つ 。
「デモクラシー」は、優れた人（貴族）による権力・支配を意味する「アリストクラティア」（貴族制や寡頭制などと訳される）との対比で使用された。両者は権力者や支配者の多寡（多数派か少数派か）に注目した用語である。なお「アリストクラティア」（ ἀριστοκρατία（古代ギリシア語ラテン翻字: aristokratía）は「優れた人」を意味する ἄριστος（古代ギリシア語ラテン翻字: aristos、アリストス）と、 「権力・支配」を意味するκράτος を組み合わせたものである。
しかし、古代ギリシアの衰退以降は「デモクラシー」の語は衆愚政治の意味で使われるようになり、古代ローマでは「デモクラシー」の語は使用されず、王政を廃止して元老院と市民集会が主権を持つ体制は「共和制」と呼ばれた。
近代の啓蒙主義により「デモクラシー」は、自由主義思想の用語として再び使われるようになった（自由民主主義）。近代の政治思想上で初めて明確にデモクラシー要求を行ったのは、清教徒革命でのレヴェラーズ（英語: Levellers、平等派、水平派）であり、更にフランス革命により君主制・貴族制・神政政治などと対比され、また20世紀以降は全体主義との対比でも使用されることが増えた。なお政治学では、非民主主義の総称は「権威主義（権威主義政体）」と呼ばれる。

### 民主政と民主制
日本語で「デモクラシー」は通常、おもに政体を指す場合は「民主政」、おもに制度を指す場合は「民主制」、おもに思想・理念・運動を指す場合は「民主主義」などと訳が分けられている。
なお政治学では、特に思想・理念・運動を明確に指すために「民主主義」のカナ転写である「デモクラティズム」(英: democratism）が使用される場合もある。
なお、現代ギリシャ語では「δημοκρατία（ディモクラティア）」は「民主制」を表すと同時に「共和国（共和制）」を表す語でもあり、国名の「～共和国」と言う場合にも「δημοκρατία」が用いられる。

### 「民主」という語・「Republic」など語義混在
民主という言葉は、伝統的な中国語の語義によれば「民ノ主」すなわち君主のことであり書経や左伝に見られる用法である。これを「democracy」や「republic」に対置させる最初期のものはウィリアム・マーティン（ウィリアム・アレクサンダー・パーソンズ・マーティン、英: William Alexander Parsons Martin、台: 丁韙良）の万国公法（1863年または64年）であり、マーティンは「a democratic republic」を「民主之國」と対訳していた。しかしこの漢訳は、中国や日本でその後しばらく見られるようになる「英語: democracy」と「 republic」の概念に対する理解、あるいはその訳述に対する混乱の最初期の表れであった。マーティンより以前、イギリスのロバート・モリソン（馬礼遜）の「華英字典」（1822年）は「democracy」を「既不可無人統率亦不可多人乱管」（合意することができず、人が多くカオスである）という文脈で紹介し、ヘンリー・メドハースト（麥都思）の「英華字典」（1847年）はやや踏み込み「衆人的国統、衆人的治理、多人乱管、少民弄権」（衆人の国制、衆人による統治理論、人が多く道理が乱れていることをさすことがあり、少数の愚かな者が高権を弄ぶさまをさすことがある）と解説する。さらにドイツのロブシャイド（羅存徳）「英華字典」（1866年）は「民政、衆人管轄、百姓弄権」（民の政治、多くの人が道理を通そうとしたり批判したりする、多くの名のある者が高権を弄ぶ）と解説していた。
19世紀後半の漢語圏の理解はこの点で一つに定まっておらず、陳力衛によれば「Democracy」は「民（たみ）が主」という語義と「民衆の主（ぬし、すなわち民選大統領）」という語義が混在していたのである。一方で日本では「democracy」および「republic」に対しては当初はシンプルで区別なく対処しており、1862年に堀達之助が作成した英和対訳袖珍辞書では「democracy」および「republic」 いずれにも「共和政治」の邦訳を充てていた。これが万国公法の渡来とその強力な受容により「民主」なる語の併用と混用の時代を迎えることとなる。

### 理念への評価・独裁国家における自称
民主主義（デモクラシー、民主政、民主制）は、組織の重要な意思決定を、その組織の構成員（人民、民衆、大衆、国民）が行う、即ち構成員が最終決定権（主権）を持つという政体・制度・政治思想であるが、その概念、理念、範囲、制度などは古代より多くの主張や議論がある。
古代ギリシアの民主主義は、寡頭制（少数派支配）に対する人民支配（民衆支配、多数派支配）であり、法の支配、自由、自治、法的平等などの概念と関連していた。しかしその後は長く衆愚政治を意味するようになり、17世紀以降に啓蒙主義による自由主義の立場から再評価され、社会契約論により国民主権の正統性理念となり、名誉革命、アメリカ独立革命、フランス革命などのブルジョワ革命に大きな影響を与えた。民主主義は功利主義や経験主義の立場からも評価されるが、同時に古代より多数派による専制や、民衆の支持を背景に少数独裁に転じる危険性も存在する。
とりわけ民主主義の理念に対する評価は、2つの世界大戦をきっかけとして20世紀に激変した。第一次世界大戦は総力戦となり、ドイツ帝国、オーストリア＝ハンガリー帝国、ロシア帝国などでは帝政が終焉した。第一次世界大戦後、「世界で最も民主的な憲法」と言われたヴァイマル憲法下のドイツで、アドルフ・ヒトラー率いるナチス党がドイツ民族の危機を訴えて1932年7月ドイツ国会選挙で大躍進し、更に国民投票で「総統」となった。第二次世界大戦では「民主主義と全体主義の対決」という意味づけが特に途中から参戦したアメリカ合衆国によって強調され、冷戦の開始後は「全体主義」にソビエト連邦のスターリン主義が加えられた。戦争中は銃後の女性を含め多くの国民が戦争に動員され、戦争に貢献する以上は政治的発言も認められるべきとして、結果として選挙権の拡大につながった。
こうして民主主義の正当性は高まり、最も独裁的な国家すら「自らこそが真の民主主義を体現している」と主張するようになり、民主主義の理念を否定する体制が事実上なくなった反面、「民主主義とは何か」が曖昧ともなっている。言論NPOは、アジアでは民主主義が後退していると警告している。エコノミスト・インテリジェンス・ユニット（EIU）による2024年度の民主主義指数によると、「完全な民主主義」に分類される国家は、日本と台湾（中華民国）のただ2か国のみとなっている。（韓国やインドは「欠陥のある民主主義」に分類される）

## 種類
民主主義の代表的な種類・分類には以下があるが、その分類や呼称は時代・立場・観点などにもよって異り、多くの議論が存在している。

### 直接民主制（Direct democracy）

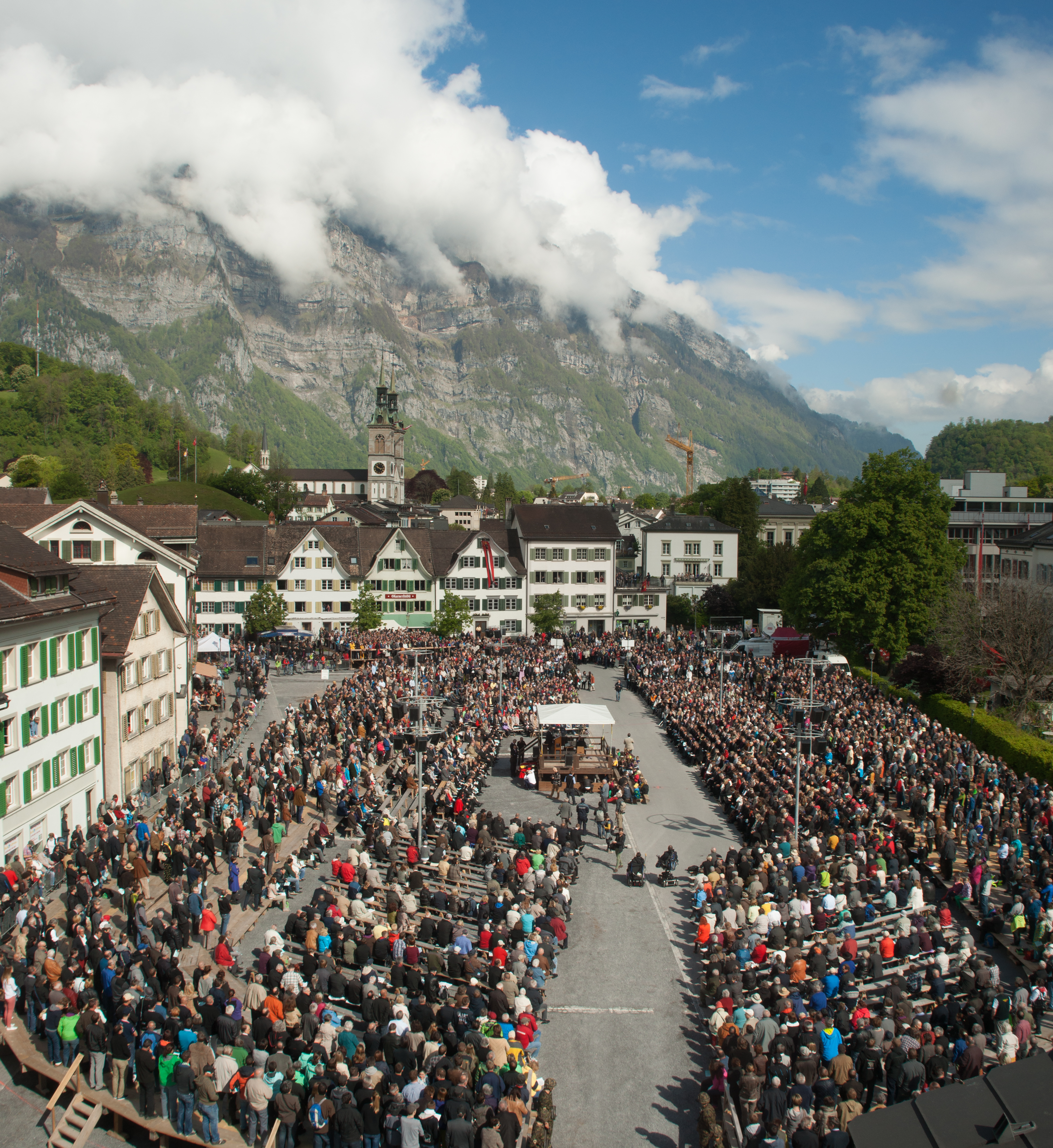
スイス・グラールス州の州民集会。2014年。

直接民主主義は、集団の構成員による意思が集団の意思決定に、より直接的に反映されるべきと考える。直接民主主義の究極の形態は、構成員が直接的に集合し議論して決定する形態であり、高い正統性が得られる反面、特に大規模な集団では物理的な制約や、構成員に高い知見や負担が必要となる。また議員など代表者を選出する形態でも有権者の選択が重視され、議員は信任されたのではなく有権者の意思を委任された存在であり、有権者の意思に反する場合はリコールや再選挙の対象となりうる。　
古代アテナイや古代ローマでは民会が実施された。現代ではイニシアチブ（国民発案、住民発案など）、レファレンダム（国民投票、住民投票など）、リコール（罷免）が直接民主主義に基づく制度とされ、都市国家の伝統を受け継ぐスイスやアメリカ合衆国のタウンミーティングなどでは構成員の参加による自治が重視されている。

### 間接民主制（Indirect democracy）

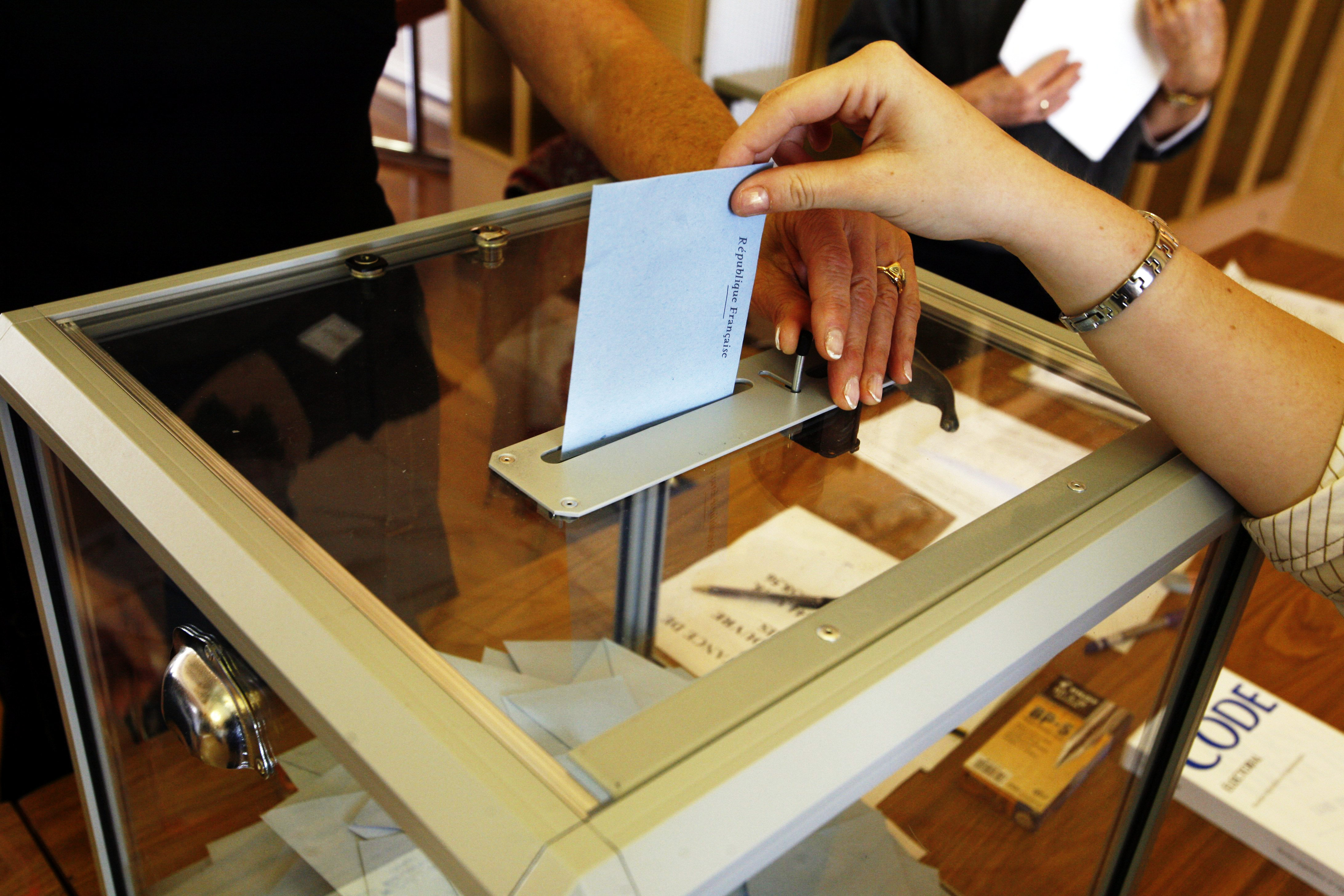
2007年フランス大統領選挙で投票する女性

間接民主主義（代表民主主義、代議制民主主義）は、主権者である集団の構成員が自分の代表者（議員、大統領など）を選出し、実際の意思決定を任せる方法・制度である。主権者による意思決定は間接的となるが、知識や意識が高く政治的活動が可能な時間や費用に耐えられる人物を選出することが可能となる。選挙制度にもより、議員の位置づけ（支持者や選挙区の代表か、全体の代表か）、選挙の正当性（投票価値の平等性、区割りなどの適正性、投票集計の検証性など）、代表者（達）による決定の正当性（主権者の意思（世論、民意）が反映されているか）などが常に議論となる。

### 自由民主制（Liberal democracy）
自由民主主義（自由主義的民主主義、立憲民主主義）は、自由主義による民主主義。人間は理性を持ち判断が可能であり、自由権や私的所有権や参政権などの基本的人権は自然権であるとして、立憲主義による権力の制限、権力分立による権力の区別分離と抑制均衡を重視する。古典的には、選出された議員は全員の代表であり、理性に従い議論と交渉を行い決定する自由を持つと考える。

### 宗教民主主義
宗教における民主主義。キリスト教民主主義、会衆制、仏教民主主義、イスラム民主主義など。

### 社会主義関連の民主制
社会主義における民主主義には、フェビアン協会等による社会民主主義の潮流、民主社会主義、マルクス・レーニン主義（いわゆる共産主義）によるプロレタリア民主主義、人民民主主義、新民主主義などがある。

### ジェファーソン流民主主義
アメリカ合衆国大統領トーマス・ジェファーソン等による民主主義。共和制、自立を重視し、エリート主義に反対し、政党制と弱い連邦制（小さな政府）を主張した。

### ジャクソン流民主主義
アメリカ合衆国大統領アンドリュー・ジャクソン等による民主主義。選挙権を土地所有者から全白人男性に拡大し、猟官制や領土拡張を進めた。

### 草の根民主制（Grassroots democracy）
市民運動や住民運動など一般民衆による民主主義。ジェファーソン流民主主義を源泉とし、フランクリン・ルーズベルトが提唱した。

### 戦う民主主義（防衛的民主制度,Defensive democracy）
「防衛的民主制」とは、第二次世界大戦後のドイツ等、共産主義（コミュニズム）やファシズムなど自由民主制を否定する言動の自由や権利までは認めない民主制度。（西）ドイツ連邦憲法裁判所は判決の中で「自由の敵には無制限の自由は認めない」と断じて、ドイツ共産党を1956年から強制解散させている。

## 歴史
古代より多くの時代や地域あるいは共同体で、多様な合議制や、法やルールに基づいた合意形成や意思決定が存在したが、一般的には民主主義（デモクラシー、民主政、民主制）の起源は古代ギリシャおよび古代ローマとされ、また近代的な意味での民主主義は17世紀以降の啓蒙思想や自由主義、それらの影響を受けたフランス革命、アメリカ独立革命などを経て形成され、20世紀に多くの諸国や地域に拡大した。

### 古代ギリシア

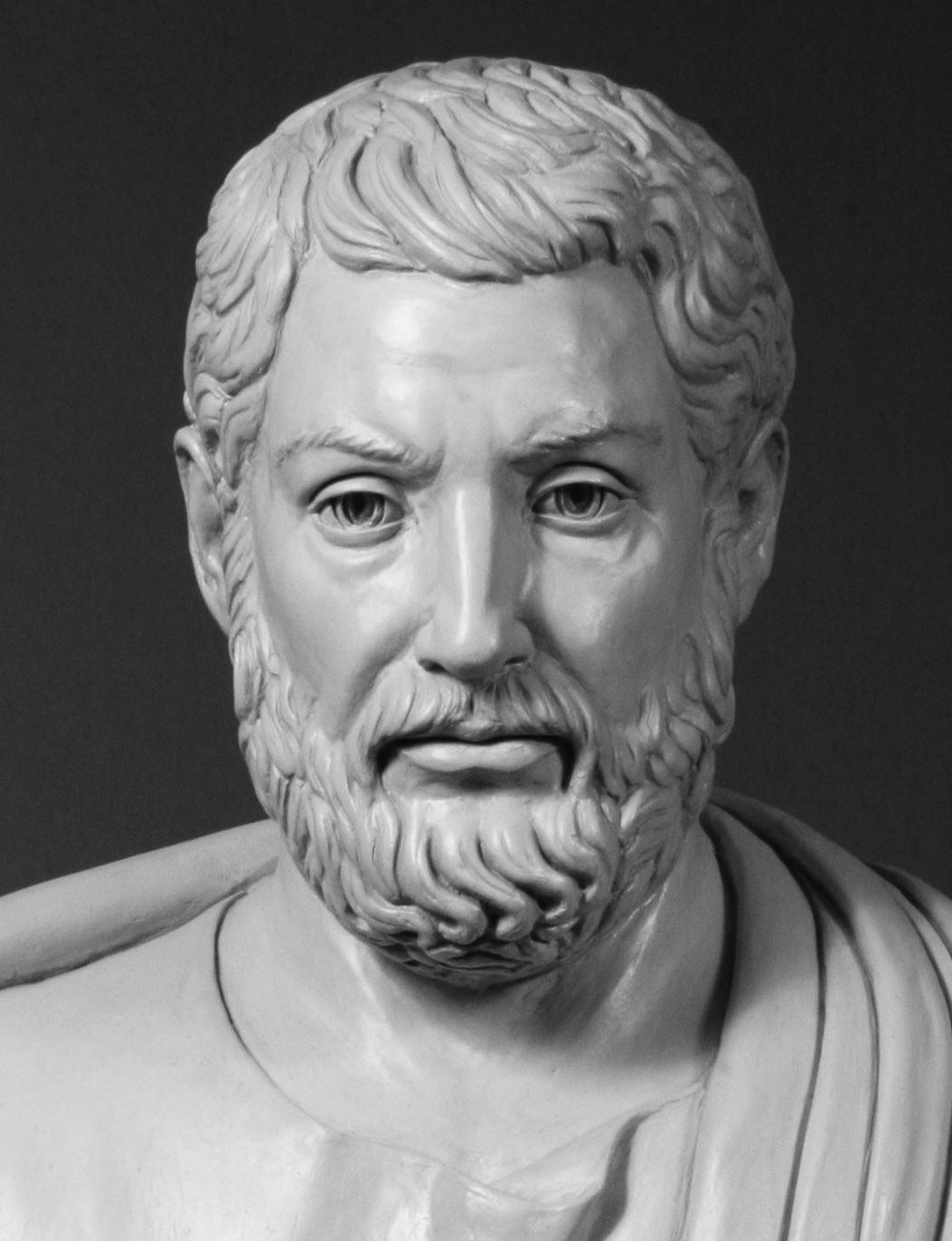
「アテナイ民主主義の父」と呼ばれるクレイステネスの像（オハイオ州議事堂）

古代ギリシアのアテナイでは、民会による直接民主主義が行われた。民会の参加はアテナイ市民権を持つ全成人男性で、奴隷・女性・移住者は対象外であり、議論の後に多数決で決定された。
アテナイでは王制から貴族制に移行後は、貴族のアレオパゴス会議（元老院）による支配が行われ、民会の権限は限定的であった。紀元前7世紀にドラコンが従来の不文法を成文化し、貴族による法知識の独占が崩された。紀元前6世紀、ソロンは市民の奴隷への転落を禁止し、全ての市民が民会に参加することを認める法律を制定した（ソロンの改革）ため、市民と奴隷が明確に二分され、以後は市民間における自由と平等が保証された。続いて紀元前5世紀、クレイステネスが僭主ヒッピアスを追放し、従来の血縁による部族制から居住区（デーモス、デモクラシーの語源となった）制への移行、五百人評議会の設置、陶片追放の創設など、民主制の基礎を確立した。更に紀元前462年、ペリクレス等がアレオパゴス会議の権限を剥奪した。
しかしペルシア戦争後、ソフィスト等の批判で市民裁判によりソクラテスが処刑されると、弟子のプラトンは民主主義は衆愚政治に陥る危険があると考え哲人政治を主張した。またアリストテレスは六政体論を主張し、ポリテイア（国制）では「等しいものを等しく扱う」ことが正義の本質とし、市民間の平等と相互支配（政治的支配）を重視したが、主人の奴隷に対する支配（主人的支配）や親の子に対する支配（王政的支配）は擁護した。これに対して後のストア派は自然法による奴隷を含めた全ての人間の平等を説いた。
アテナイを含む古代ギリシア衰退後は、民主主義（大衆支配）は合理的な統治形態ではないと考える時代が長く続いた。

### 古代ローマ

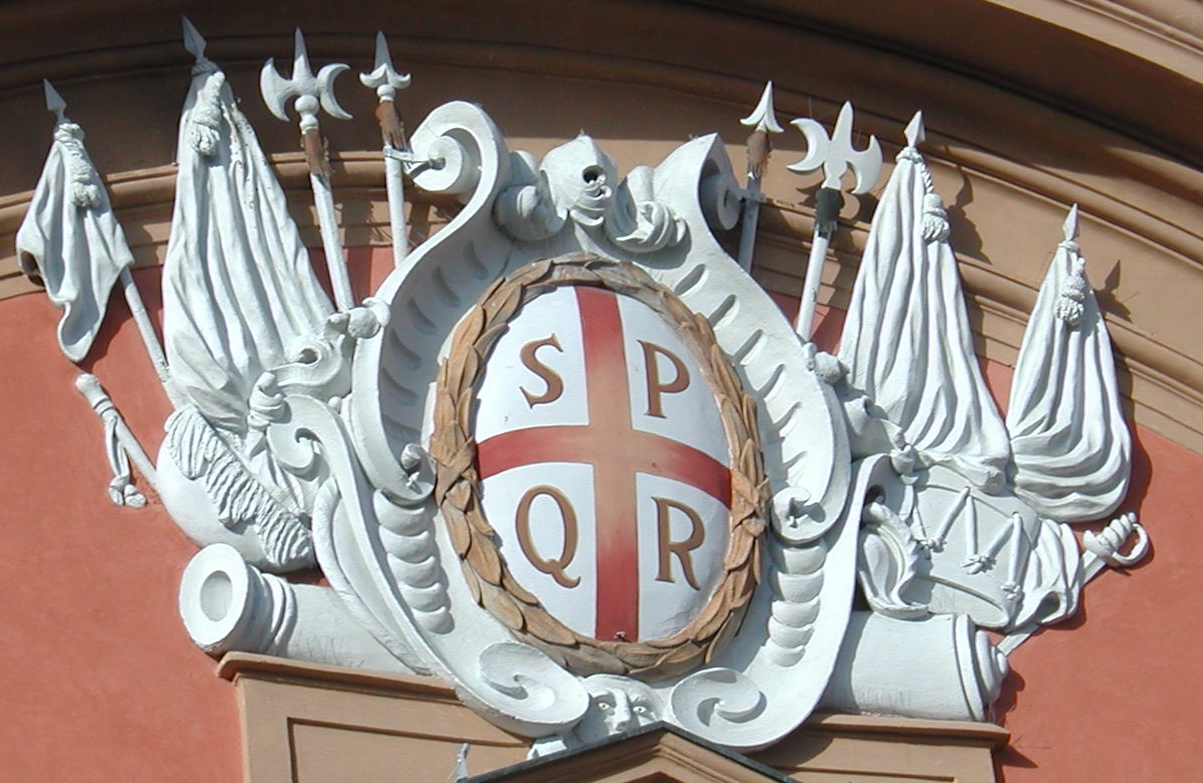
レッジョ・エミリアにあるSPQRの紋章。共和制ローマの主権者である「元老院とローマの人民（市民）」を表す。

古代ローマでは、古代ギリシアで使われたデモクラシーという言葉は衆愚政治を意味すると考え使用しなかったが、共和制移行後は貴族中心の元老院と平民の民会が意思決定機関となり、ローマ法が整備され、王政復活や独裁を防止するために執政官などの政務官は任期等が制限された。いわゆる帝政ローマへの移行後も、名目上は共和制で、ローマ皇帝は元首（プリンケプス）であった。
紀元前509年、古代ローマは王を追放し共和政ローマとなったが、貴族と平民の身分闘争が続き、紀元前494年 平民を保護する護民官が創設されて拒否権が与えられ、紀元前287年 ホルテンシウス法で民会が独自の立法機関となったが、グラックス兄弟などの改革は失敗した。またローマ市民権は被征服民族などに拡大され、212年のアントニヌス勅令で帝国内の全自由民（成人男性）に拡大された。
キケロは元老院（統治機関）、執政官（元首）、民会（議会）を権力分立と考えた。近代以降、元老院は上院、民会は下院、プリンケプスは元首となり、ローマ法はヨーロッパ法（普通法、ユス・コムーネ）に影響を与えた。

### 中世
中世ではローマ教会など宗教的権威や王権神授説など絶対王政が支配的となったが、ヨーロッパでは都市国家や古代ローマの影響、各地の商業都市発達などもあり、多様な場所や形態で選挙君主制や議会、自治など民主的な概念や制度も存在した。古代からのものも含め、主な例には以下がある。
- カトリック教会のコンクラーヴェ（教皇選挙）
- 古代ゲルマン社会のディング
- 中世イタリアのヴェネツィア共和国、ジェノヴァ共和国、フィレンツェ共和国、ピサ共和国、ルッカ共和国、アマルフィ、サンマリノなどの都市国家とコムーネ
- スイスの各州（カントン）（19世紀の連邦制移行迄は各州が主権国家）
- ポーランド・リトアニア共和国の国王自由選挙
- アイスランドのアルシング（930年、世界初の近代議会）
- 神聖ローマ帝国の帝国議会
- イングランド王国の議会(1066年)
- 日本の堺などの自由都市

### 近代国家の成立と啓蒙思想

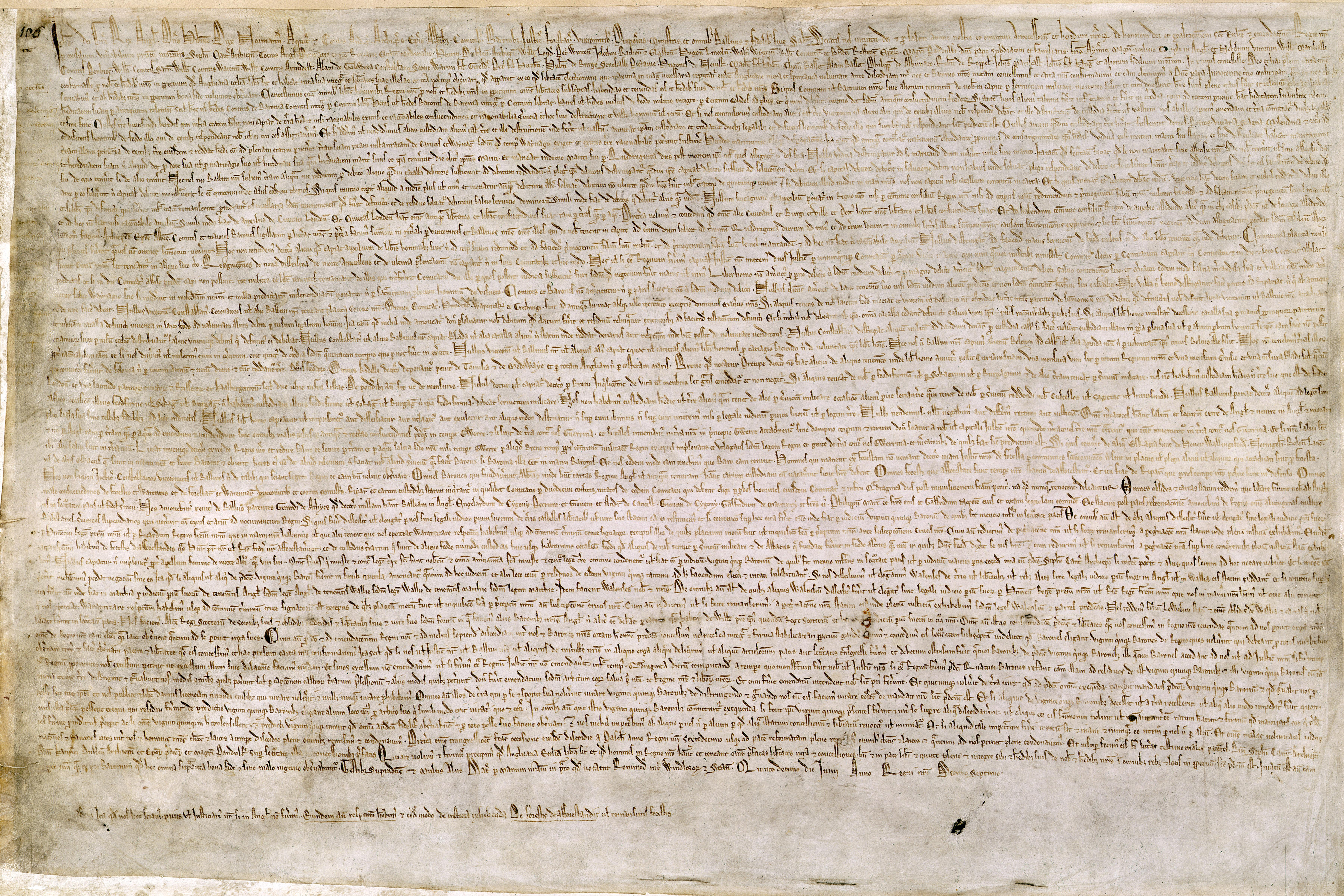
1215年に作られた、マグナ・カルタの認証付写本

13世紀、イングランド王国のマグナ・カルタやスコットランド王国のアーブロース宣言で王権の制限が定められた。16世紀以降、ジャック＝ベニーニュ・ボシュエやロバート・フィルマーが王権神授説を唱えて政治権力の教会権力からの独立を宣言し、ジャン・ボダンが「国家主権論」を唱え、1648年、ヴェストファーレン条約により中世とは異なる近代的な主権国家が成立した。
17世紀以降、啓蒙思想による自由主義が主張され、ヴォルテールは自由主義や人間の平等を主張した。17世紀、清教徒革命でリヴェラベーズ（平等派）が「民主主義」の用語を使用して社会契約や普通選挙を要求した。また人民主権の理論として社会契約論が唱えられた。ホッブスの社会契約論は、権力の正統性を神ではなく被支配者である人民に求めたが、国民による統治は構想しなかった。次にジョン・ロックの社会契約論は、更に国民の抵抗権（革命権）を認め、アメリカ独立革命に影響を与えた。またジャン・ジャック・ルソーの社会契約論は、堕落した文明社会を変革する方法として人民が一般意思（公共我）を創出するとし、また代表制を批判し直接民主主義の理念を提示し、後のフランス革命に影響を与えた。モンテスキューはブルジョワジー、特に知識階級の自由を権力の専制からいかに保障するかを考え、権力分立の形態として三権分立を構想した。

### アメリカ独立革命

『独立宣言』（ジョン・トランブル画）

1775年、アメリカ独立革命が発生した。北アメリカのイギリス植民地では、植民地への重税や植民地からの輸入規制等への不満から、ミルトン、ハリントン、ロックの理論を学び、基本的人権と代表制（「代表なくして課税なし」）を確立した。1776年 トーマス・ジェファーソンが起草したアメリカ独立宣言では社会契約論、人民主権、抵抗権（革命権）が明文の政治原理として採用された。各植民地は憲法制定など共和国としての制度を整え、タウンミーティングなど直接民主主義の伝統が形成されていった。特にペンシルベニア、バージニア等の共和国憲法は、人民の意思の反映、議会の優位を強く打ち出し、連邦の強化は専制に繋がるものとして警戒された。
独立戦争後の財政危機、無産階級の台頭による政治不安の中、有産階級は各植民地共和国の独立・自治を見直し、強力な中央連邦政府の樹立へ向かった。1787年採択のアメリカ合衆国憲法は、多数派の権力もまた警戒すべしとの考えから、権力分立の徹底と社会秩序の安定を重視し、議会の二院制、議会から独立した強力な大統領による行政権、立法に優位する司法権を確立した。この結果、ブルジョワジー中心の体制が確立した。その後、ジェファーソン流民主主義とジャクソン流民主主義が2大潮流となり、また大衆社会による議会制度の形骸化を受けて草の根民主主義も提唱された。

### フランス革命

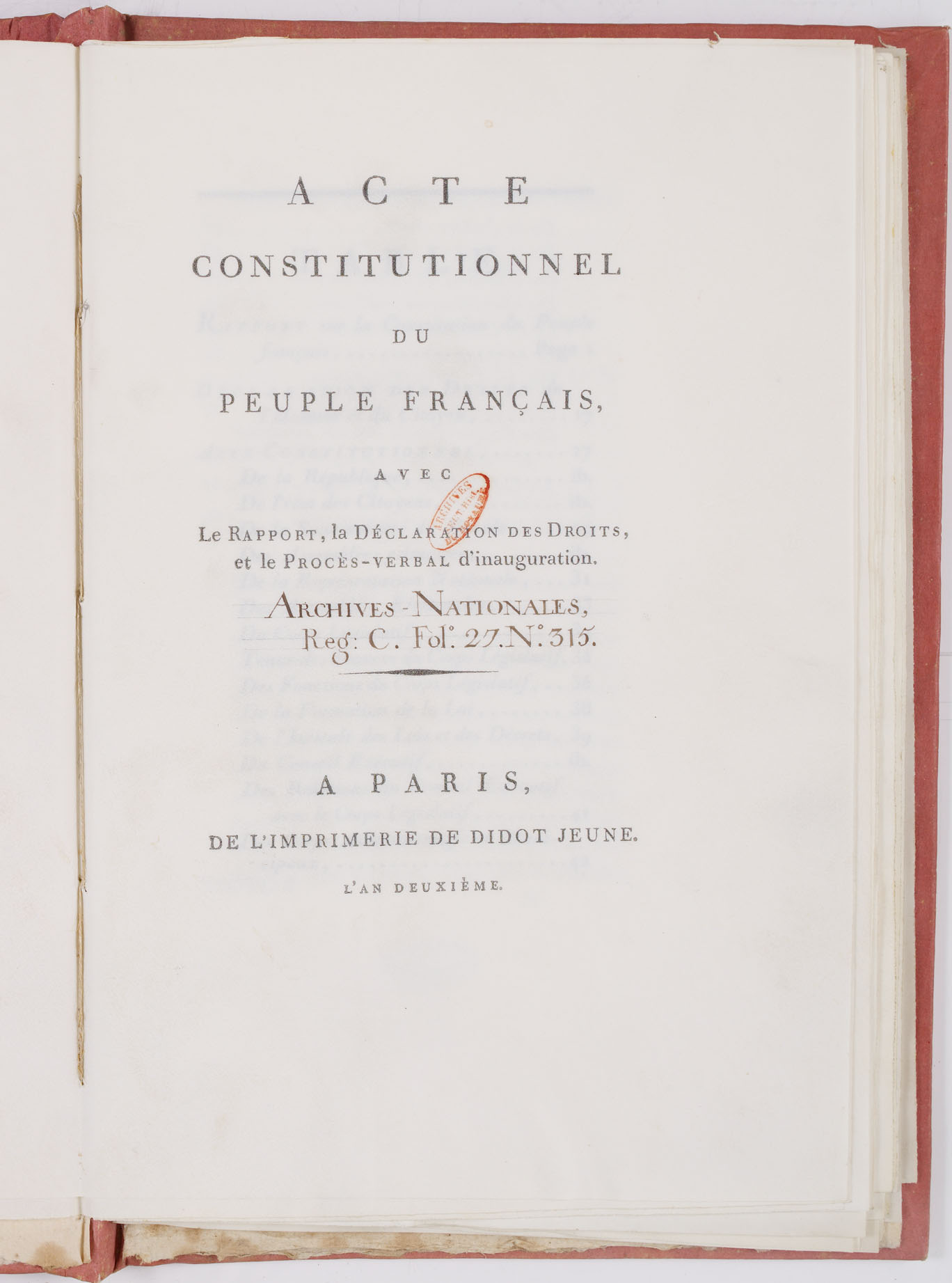
フランス1793年憲法

1789年からのフランス革命では、1791年憲法で人民主権、一般意思、主権の分割譲渡不可が明記された。更に1793年憲法（ジャコバン憲法）で、抵抗権、直接民主主義的要素などルソーの影響を強く受けた憲法が制定されたが、施行されずに終わった。

### 現代

Polity5 プロジェクトの評価で8点以上となった国の数（人口50万人以上）、1800年から2018年まで

18世紀から20世紀にかけて、主要各国で男性普通選挙や、女性も含めた完全普通選挙が普及した。特に第一次世界大戦や第二次世界大戦は総力戦となり女性の社会進出が進み、また民族自決を掲げて植民地の独立が続き、多数の主権国家が誕生した。
19世紀以降、社会主義の潮流の中より、従来のブルジョワ民主主義を欺瞞として暴力革命を唱える共産主義（マルクス・レーニン主義）が登場すると、共産主義陣営は資本主義陣営を帝国主義と批判し、資本主義陣営は共産主義陣営の共産党一党独裁を批判した。更に第一次世界大戦後、イタリアではファシズム、ドイツではナチズムが台頭し、国家主義や民族主義を掲げて民主主義を批判した。
2007年、国際連合総会は9月15日を「国際民主主義デー」とし、すべての加盟国および団体に対して公的意識向上のための貢献を感謝する決議を行った。

## 日本の民主主義
日本の民主主義は幕末の「公議輿論」に始まり、その理想の下に「公議政体」を目指して立てられたのが明治政府であり、その指導方針は慶応四年三月の五箇条の御誓文に掲げられた「広く会議を興し万機公論に決すべし」という原則に現れていた。
明治政府は公論の尊重と四民平等を二大方針とし、徳川時代の封建時代から民主主義的な時代へと前進した。

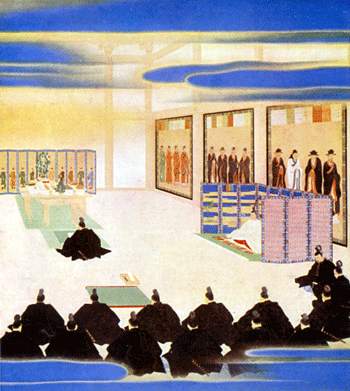
明治元年、京都御所紫宸殿にて五箇条の御誓文を神前に奉告した。　聖徳記念絵画館蔵

自由民権派による運動（自由民権運動）を経て、明治政府は五箇条の御誓文の精神に基づき、「大日本帝国憲法」を明治22（1889）年に発布し、明治23（1890）年には帝国議会を開催した。
明治31（1898）年には憲政党の大隈重信を総理大臣とする政党内閣が成立し、
大正七（1918）年には平民出身の原敬を首班とする政党内閣が実現し、大正14（1925）年には25歳以上の男子全員に選挙権を認める普通選挙が成立した。
しかし、政党間の争いが激しくなり政党政治が腐敗したことと左翼思想が台頭してきたことにより、軍部が力を持つようになったこと、「問答無用」の暴力行為が相次ぎ日本の民主主義は衰退に向かった。
昭和七（1931）年には犬養毅首相が海軍青年将校に暗殺されるというテロが発生し（五・一五事件）、昭和11（1936）年には陸軍青年将校らが主要閣僚を襲撃し、内大臣斎藤実、大蔵大臣高橋是清が暗殺される二・二六事件が発生し、昭和12（1937）年に日華事変（日中戦争）が始まると、軍閥が政治を掌握し、独裁的な制度を確立し、政党も議会も無力となった。戦争は太平洋戦争にまで拡大され日本は滅亡のふちにまで追い込まれた。
終戦後、明治憲法はある点までは民主的な政治を行い得たものの民主主義的に様々な問題を含んでいたこと、そのためこれを根本的に改正するとし、連合国の占領下の昭和21（1946）年に日本国憲法が公布され、翌昭和22（1947）年の5月3日に施行された。
連合国の日本占領はドイツの無条件降伏の場合と異なり、ポツダム宣言に列挙された諸条件を実施するとされ, 占領軍は日本の非軍事化と民主化のために適切と認める措置をとる強大な権限を有していた。連合軍の権限行使は多分野に渡るが、戦時機関の解散、好戦的団体の解散、公職追放（5年間程度）、最高裁判所の設置、財閥解体（過度経済力集中排除法の設置）、検閲の禁止、教育改革、農地改革や林業改革などが行われた。ただ、選挙法・政治資金規正法や司法の改正については日本政府側の自主性が尊重された。7年間の本土占領は、沖縄以外についてはサンフランシスコ条約にて終了し、日本政府は再度独立国家の地位を得た。
なお、日本国憲法第1条は、天皇は「主権の存する日本国民の総意に基」いて象徴の地位にあるとするが、実際に国民投票が行われたことはない。

## 思想
民主主義に関する思想、見解、発言には多数のものがあるが、世界的に著名なものには以下がある。

### デマラトス
紀元前5世紀、ペルシア戦争の際、ペルシャ大王のクセルクセス1世と、ペルシャに亡命中の元スパルタ王のデマラトスの対話より。当時は一般的な専制政治のペルシャ王は統治の基本原則は恐怖であり、自由とは放任状態で統制のとれない状態と考えるが、例外的に法（ノモス）の権威の下に団結して自由を唱える市民団からなるポリスでは、法の下での平等な関係を踏まえた自治があり、言論が人を動かす道具で、ポリスの自由により市民が政治に参加できていた。

### ペリクレス

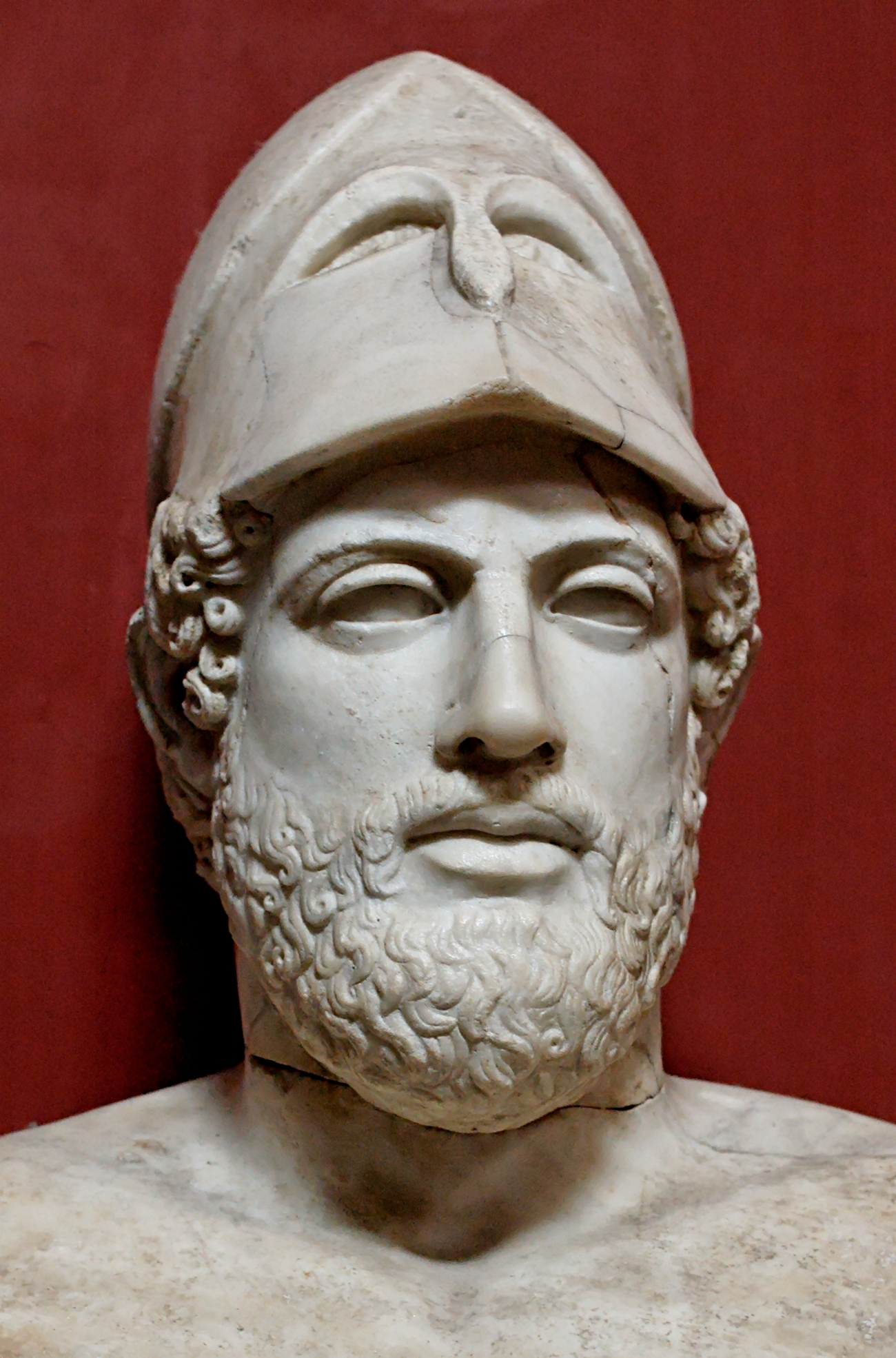
ペリクレス

紀元前5世紀、古代アテナイの指導者ペリクレスによる葬送演説より。多数者の公平、法的平等、私生活の自由、法の支配などをポリスの理想と主張した。

### プラトン
紀元前4世紀、プラトンは著作『国家』で、国家の寡頭制の次の段階は民主制だが、行き過ぎた自由により崩壊して僭主制になるとし、理想を「哲人政治」と記した。自由の風潮がその極みに至ると無政府状態がはびこり、民衆指導者の中から独裁者が生まれる。

### アリストテレス

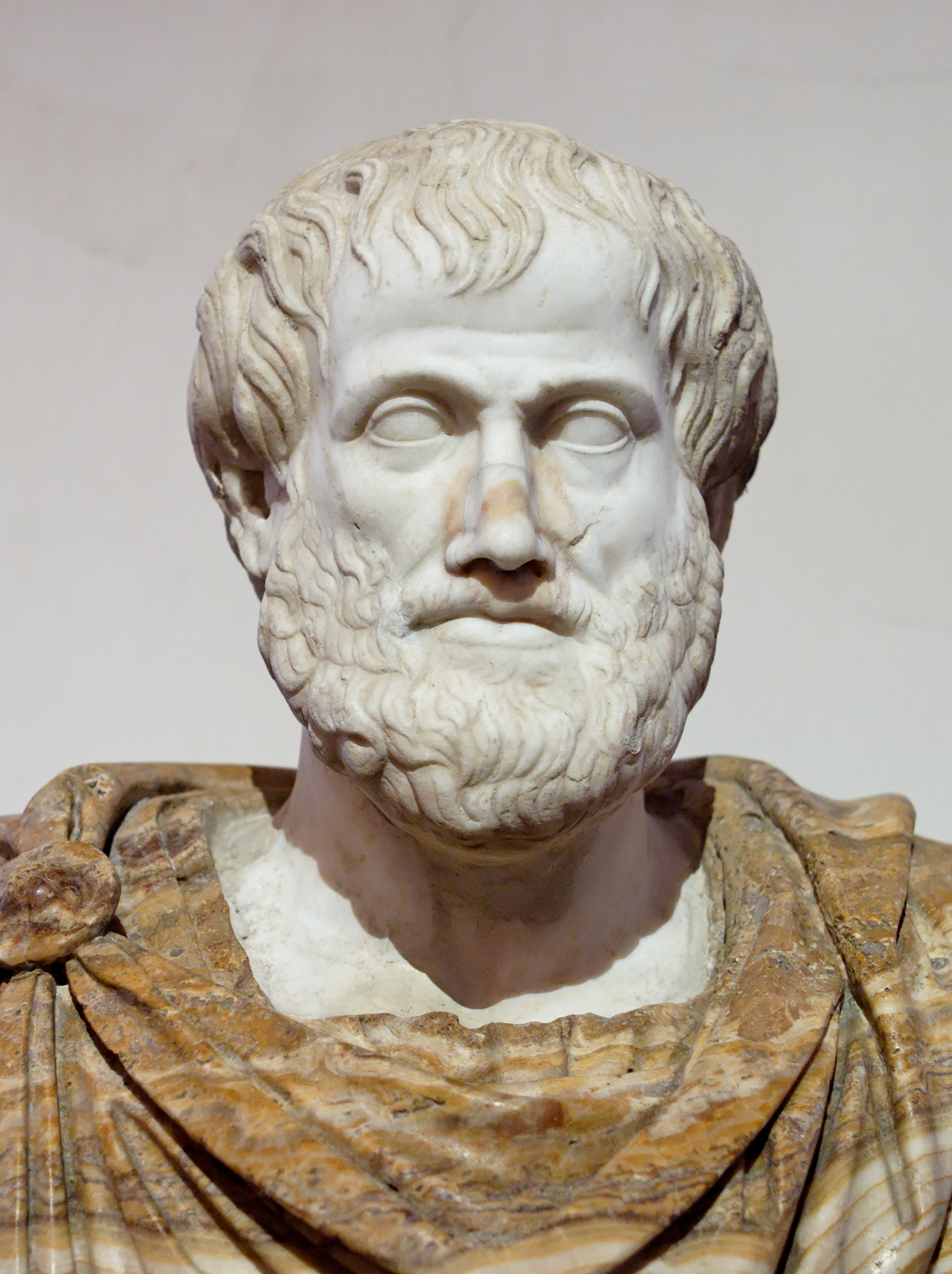
アリストテレス

紀元前4世紀、アリストテレスは著作『政治学』で政治体制を支配者の数と、共通の利益にかなうかどうかで6政体に分類した。アリストテレスは現実に最善な政体はポリティア（ポリスの国制）と考え、それは寡頭政と民主政を混合したもので、富者と貧者の対立調停を主眼に置いて選挙と抽選を併用し、また支配と服従の両方を経験した中間階層の役割が安定の基礎と説いた。他方で民主政は「自由人の生まれで財産の無い者が多数であって支配者である」政体だが、「悪い政体」の中では「最も悪くないもの」で、民主政では法の支配が確保されるために民会は例外的にのみ開かれることが大事で、民衆が農民ならば権利はあっても政治に参加する閑暇が無いため民主政は穏健なものとなるが、民衆が職人・商人・日雇いから成る場合は民主政は極端な形態に陥りやすい、と記した。また民主政治の前提条件に「自由」、「政権や権力の交代」、「平等」、「多数決原理」などを挙げた。
|                                    | 一人による支配                  | 少数者による支配                          | 多数者による支配[注 3]                      |
| ---------------------------------- | ------------------------------- | ----------------------------------------- | ------------------------------------------- |
| 共通の利益にかなう（良い）政体     | バシレイア（basileia 王政）     | アリストクラティア（aristokratia 貴族政） | ポリテイア（politeia ポリスの国制、共和制） |
| 共通の利益にかなわない（悪い）政体 | テュランニス（tyrannis 僭主政） | オリガルキア（oligarchia 寡頭政）         | デモクラティア（demokratia 民主政）         |

### ポリュビオス
ポリュビオスは『歴史』を執筆し、ローマが短期間に覇権を確立した理由を分析した。王政・貴族政・民主政は、長く続くと腐敗や制度老朽化によりそれぞれ僭主政・寡頭政・衆愚政へ堕落し、僭主政は貴族により打倒され、衆愚政は独裁者を招き寄せるため、この六政体は永遠に循環する（政体循環論）。しかしローマ人は、単一の原理に基づく限りいかなる国制も衰えると考え、執政官・元老院・民会の三機関にそれぞれ王政的要素・貴族政的要素・民主政的要素を担わせた政治体制を構築することで政治の安定を実現した、と考えた。アリストテレスは富者と貧者の均衡を重視して寡頭政と民主政を混合させた国制（ポリテイア）を構想したが、ポリュビオスは諸機関の均衡を強調した。この混合政体論（権力分立論）は以後の政治論の重要なモデルとなった。

### キケロ

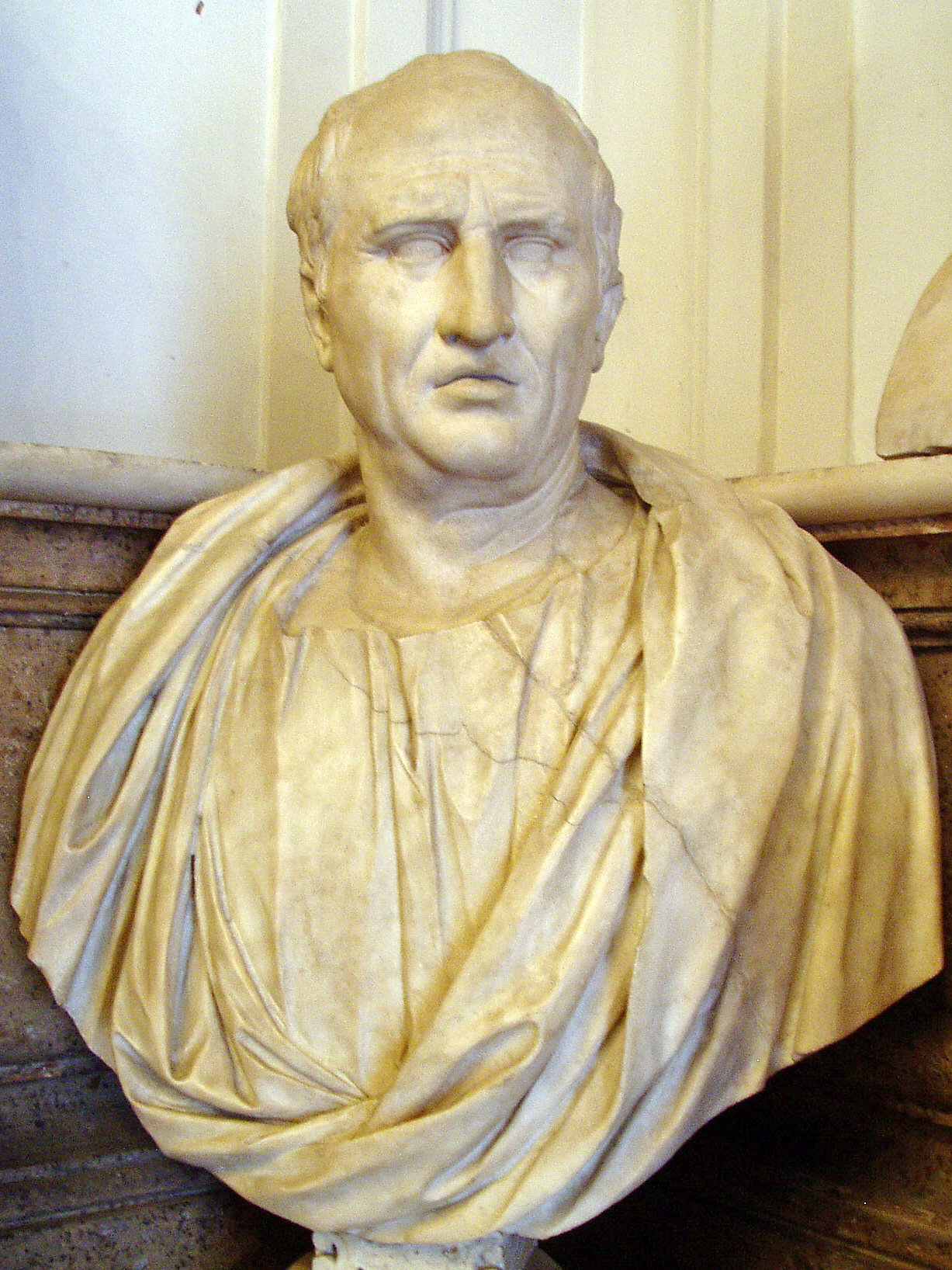
マルクス・トゥッリウス・キケロ

紀元前1世紀、共和政ローマのマルクス・トゥッリウス・キケロは、カエサルによる独裁を警戒し、法治理念を中心とした共和制を目指した。キケロは著作『法律』で、失われつつある共和制の理念をストア派の自然法思想によって補強し、個々の国家ではなく全人類を包括する理性の共同体こそが法や社会の基盤となると説いた。市民の直接的な政治参加を重視したギリシアのデモクラシーに対し、共和制ローマにおける法を通じての社会参加を示した。

### マキャヴェッリ
16世紀 ニッコロ・マキャヴェッリは著作『君主論』で現実主義的な政治理論を主張した。

### ホッブズ

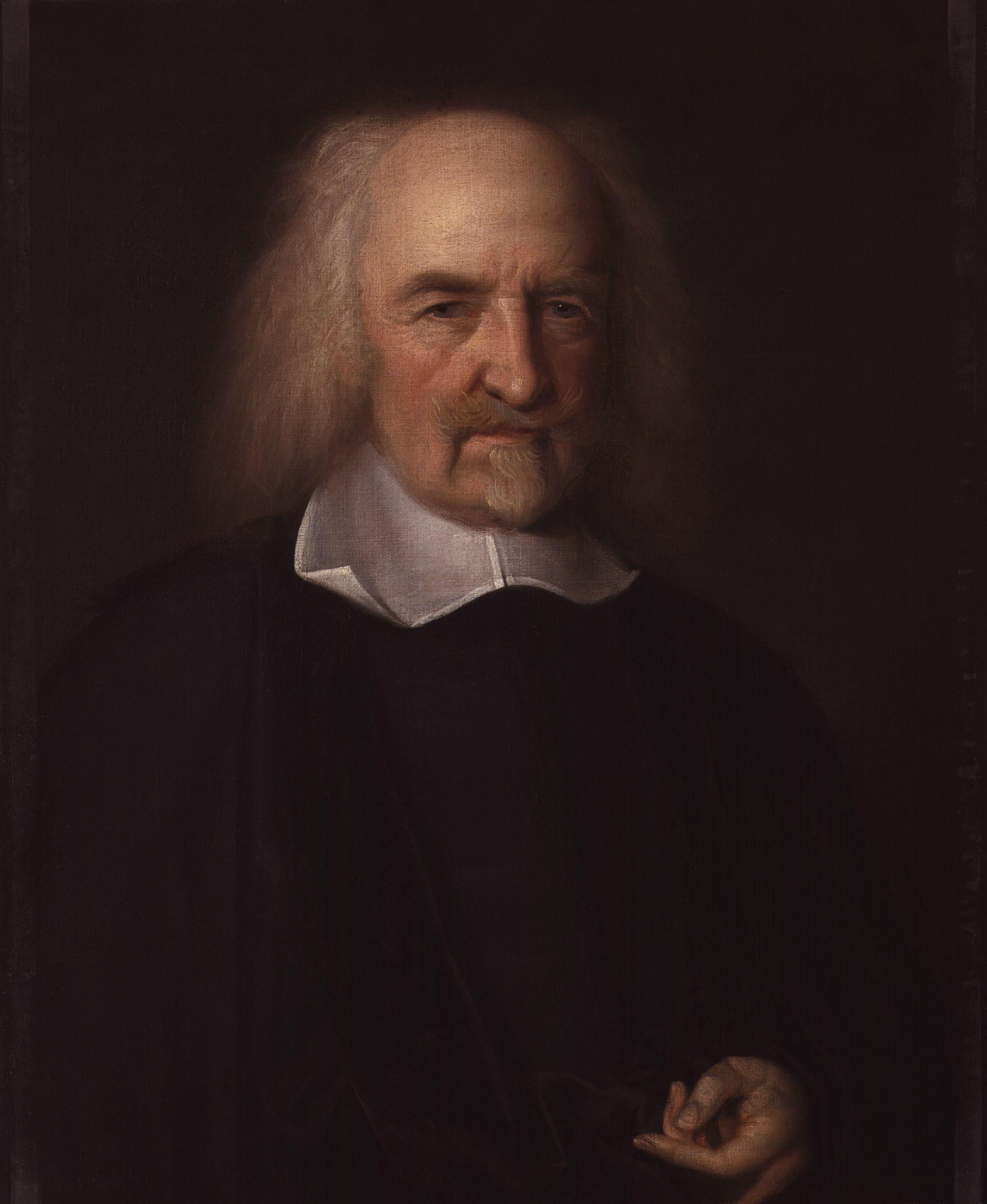
トマス・ホッブズ

17世紀の清教徒革命の時代にトマス・ホッブズは従来の王権神授説に対して社会契約論を唱え、権力の正統性を人民に求めた。ホッブスは著作『リヴァイアサン』で「人間の人間としての権利」として自然権を主張し、全ての人間は生まれながらにして自由平等だが、自然状態は万人の万人に対する闘争のため、法の支配を実現するために支配服従契約を結んだと主張し、後の基本的人権に繋がった。ただしホッブスは、各個人は自然権行使権の全てを放棄して国家主権者（国王）に委ねたとし、契約により成立した国家への抵抗権や参政権は否定した。

### ロック

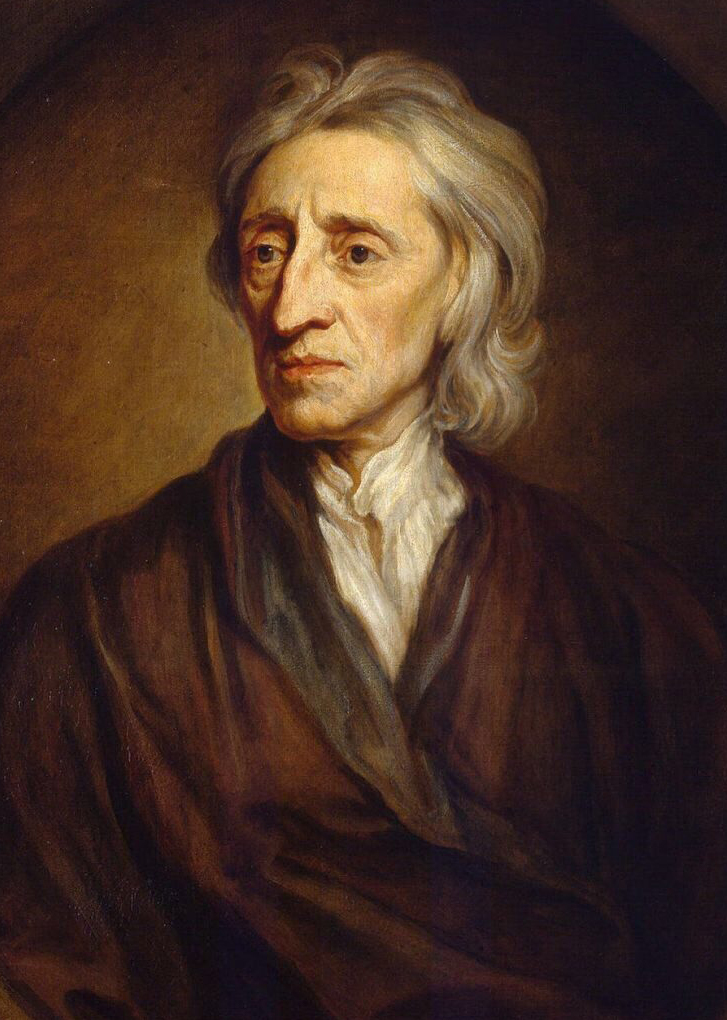
ジョン・ロック

17世紀の名誉革命時代にジョン・ロックは著作『統治二論』等で、人間は自然権を持つが、社会の秩序を守るために国民の信託により政府を設立したのであり、仮に政府が国民の意思に反する場合には抵抗権（革命権）を行使して政府を変えることを可能とした。ロックは人間は理性により自然法に従って生きることが可能であり、社会契約により自然権の一部（解釈権）を国家に委ねたが、それ以外の自然権は留保しており、公権力が私人の生命・自由・財産を侵害する場合には統治契約違反として抵抗して戦う権利を肯定した。またハリントンの提唱した権力分立制を発展させ、立法権と行政権を分離し、立法権を有する国会が最高権を有すると主張し、イギリスで伝統的に形成されてきた立憲主義・権力分立・議会主義を社会契約論から理論づけた。

### ルソー

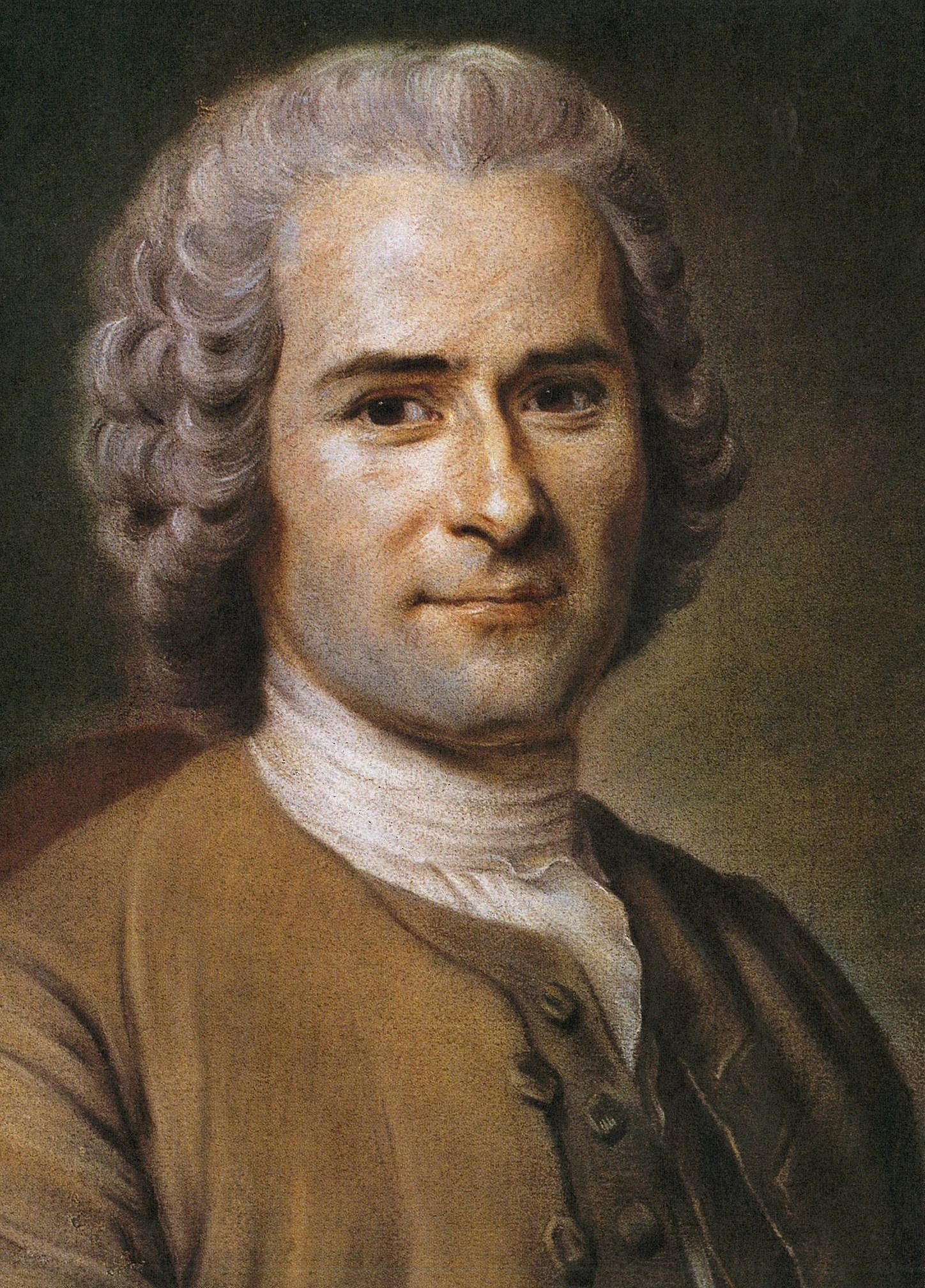
ジャン＝ジャック・ルソー

18世紀、ジャン＝ジャック・ルソーは著作『人間不平等起源論』、『エミール (ルソー)』、『社会契約論』などで、人間は生来自由であるが、社会秩序のために社会契約を結んで国家成立したため、その政府は人民の一般意思に従う必要があるとした。一般意思とは「ただ共通の利益だけを考慮する」もので、特殊意思の総和である全体意思とは異なり、「常に公明正大であり、公共的な功利に向かっている」ものとした。主権は一般意思の行使であり、譲渡や分割や、一般意思からの逸脱はできない。ルソーは主権者である人民は立法権を行使し続けるべきと主張し、代表者（議員）という発想を、中世以来の政治的堕落の産物として批判した。また、すべての政体には特色と欠点があるが、最低限執行権と立法権の分離が必要で、定期的集会により政府の形態や執行者について投票で決めるべきとした。ルソーの社会契約論はホッブスやロックとは大幅に異なり、ギリシャのポリスを理想とし、社会契約による変革が不可能な時は天才的立法者の独裁による一般意思の強制的創出をも提唱しているが、代表制の欺瞞を指摘し直接民主主義の理念を提示した。

### モンテスキュー

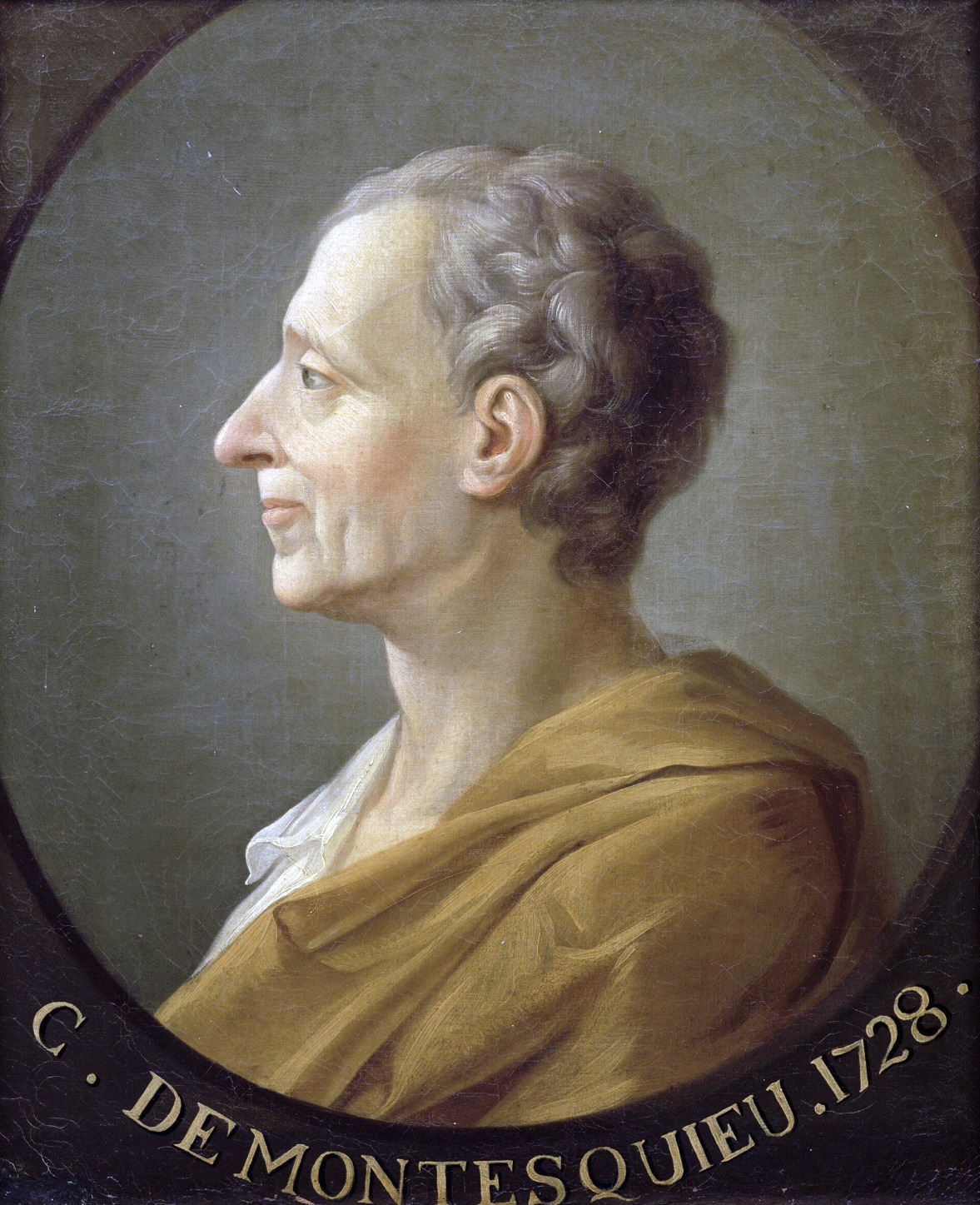
シャルル・ド・モンテスキュー

18世紀、シャルル・ド・モンテスキューは多くの統治制度を比較研究し、ブルジョワジー特に知識階級の自由を権力の専制から保障するために立法・行政・司法を同一人物または団体に独占させない権力分立（三権分立）を構想した。更に立法を庶民院と貴族院に分け、行政は国王が担い、司法は恣意を排した純粋に理論的操作であり権力性は無いと考えたため、庶民院・貴族院・君主の三権に当時のブルジョワジー・貴族階級・絶対王権の三階級が対応した。

### リンカーン

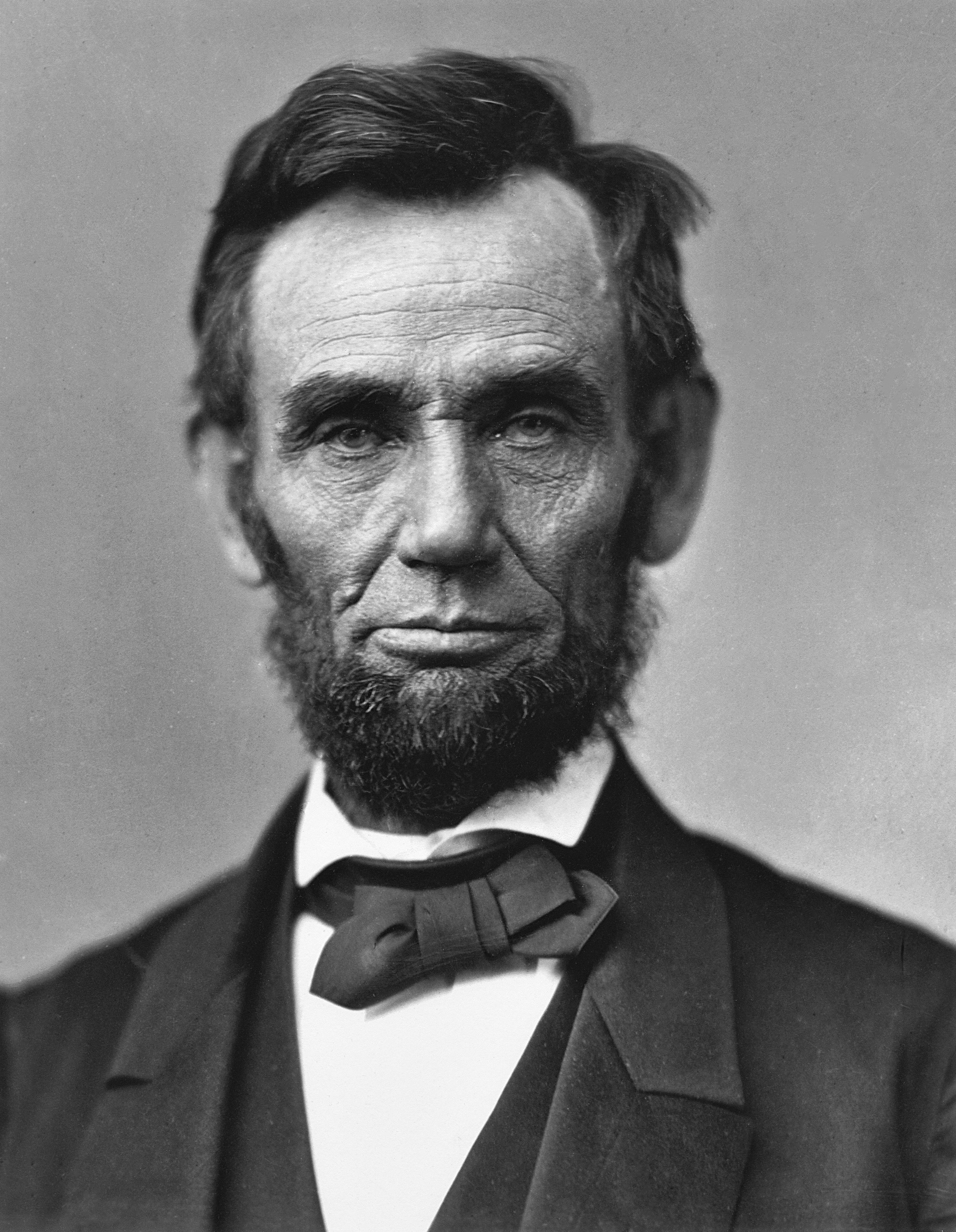
エイブラハム・リンカーン

エイブラハム・リンカーンは1863年のゲティスバーグ演説で有名な以下の演説を行った。

### ベンサム
18世紀後半から19世紀前半にかけて、ジェレミ・ベンサムは自然権や社会契約などの抽象的理論を斥け、功利主義の立場から政治の目標を「最大多数の最大幸福」に置き、国家は個人の安全に必要な限度で存在すべき必要悪として、男子普通選挙などを提案した。

### ミル
19世紀にジョン・スチュアート・ミルは、ベンサムと同じく功利主義に立ったが個人の精神的自由を重視し、少数者の自由を抑圧する多数者による専制に危惧を抱き、教養ある人々に複数の投票権を与える不平等選挙や、少数者も代表を選出しうる比例代表制を提案した。

### トクヴィル

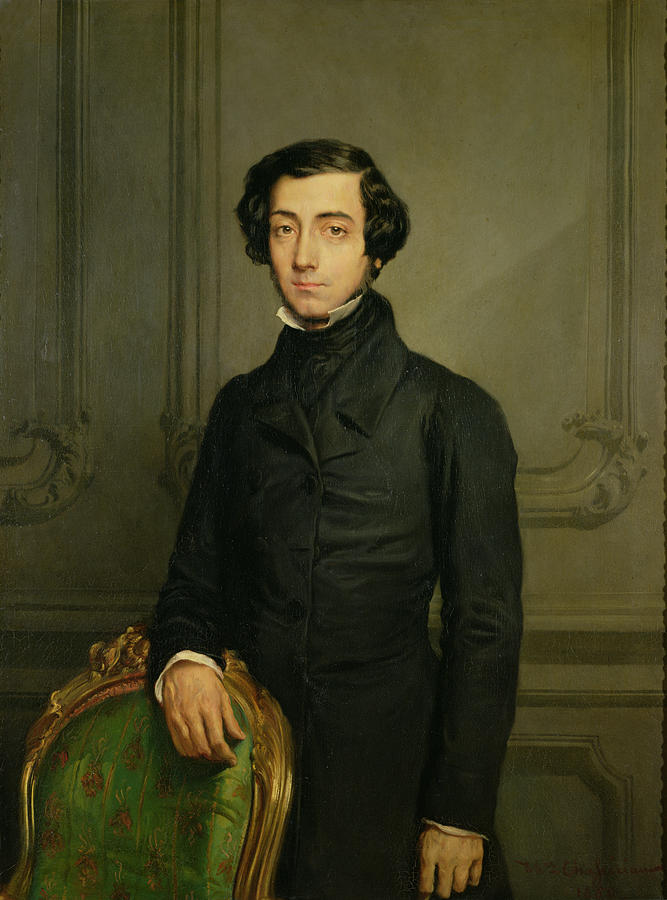
アレクシ・ド・トクヴィル

19世紀 アレクシ・ド・トクヴィルは、自由主義的政治家として社会主義や急進的共和主義に反対し、著作『アメリカのデモクラシー』で民主政治の平等性を評価する半面、個人の平等化が集団的匿名的専制主義につながるという大衆デモクラシーの傾向を指摘した。

### ジェファーソン
第3代アメリカ合衆国大統領のトーマス・ジェファーソンは、共和制を発展させ、民主主義と政治的機会の平等を唱え、州の権限を重視して連邦政府の権限制限に賛成した。

### レーニン
ウラジーミル・レーニンは、著作『国家と革命』で、国家は階級対立とともに発生した支配階級の被支配階級抑圧のための機関で、ブルジョワ議会主義などの小ブルジョア民主主義は欺瞞であり、社会主義の実現のためにはブルジョア国家を暴力革命によって粉砕してプロレタリア独裁を行う必要があり、その後の社会主義国家はコミューン型国家で、そのもとで民主主義はいっそう発展し、更に共産主義社会への移行とともに国家は死滅すると主張した。

### ムッソリーニ
ベニート・ムッソリーニは自由主義と社会主義の両方を批判し、ファシズムを提唱した。

### ヒトラー
アドルフ・ヒトラーは著書『我が闘争』で、大衆は理性的ではなく、効果的なプロパガンダによって操作できる存在で、議会制民主主義は欺瞞であり、ドイツには指導者原理による指導者が必要と主張した。権力掌握後は独裁を行い、国民投票による事後承認を多用した。

## 制度
少数者支配の集団では制度は支配者の効率や都合次第でも良いが、多数者支配である民主主義では多数者による支配（意思決定）を実現し、独裁や専制の発生を抑止するための制度が必要となるため、歴史的にも多数の理念・制度・議論が存在している。近代国家の政治制度論は近代政治思想の影響を受けて、国民の自由を妨げないための相互牽制（権力分立）、国民のための機関であるという正統性、国民の統合などを目指しているが、具体的な制度は必ずしも理論的産物ではなく、多様な伝統・歴史の産物でもある。

### 近代以前

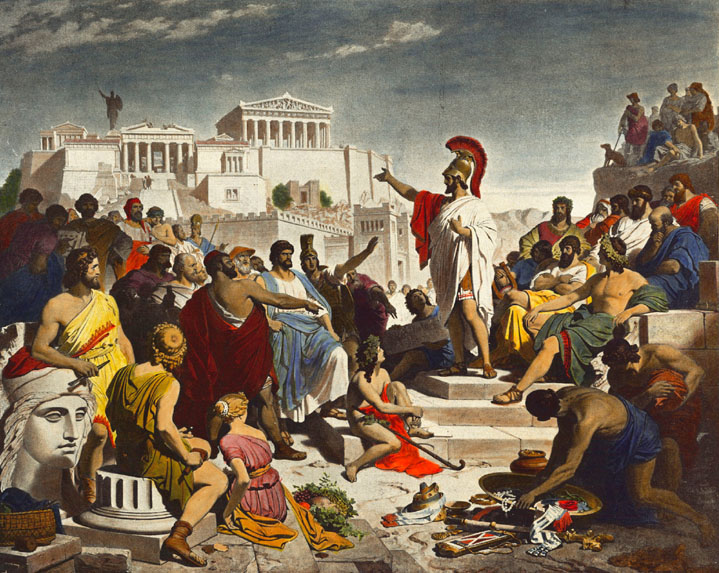
アテナイで有名な葬送演説をするペリクレスを描いた絵（19世紀、Philipp von Foltz）

古代ギリシアのアテナイでは、市民が主権者で、民会を中心とした直接民主主義が行われた。また僭主など独裁の発生防止に陶片追放などが行われた。共和制ローマでは、ローマ市民が主権者で、元老院とローマ民会が意思決定機関となり、独裁の発生防止に執政官や非常時の独裁官等は任期制とされた。13世紀 イングランド王国では王権制限のためマグナ・カルタが制定され、立憲主義の先駆となった。

### 議会

#### 議会主義
議会主義は政治的主導権が議会に与えられる政治運営の体制で、この場合の議会とは「国民の代表」とされる選挙された議員から成る会議体であり、政治的主導権とは立法権更には行政監督権限である。中世身分制議会は、国民代表ではなく諮問機関にすぎないため、議会主義における議会ではない。また、憲法上で議会の主導権が認められていても、実際の運用上で行政権を制御できない独裁国家などは議会主義と言えず、逆に制度上は諮問機関でも議会が内閣を選出する慣習ができれば議会主義が成り立っているといえる。議会は中世ヨーロッパの各国で貴族・僧侶・平民などの身分制議会が定期的に招集されるようになった事に始まり、中世封建制度が崩壊と絶対王政確立により廃止され、ブルジョワ革命による王政打倒後に近代議会が誕生した。但しイギリスではブルジョワ革命の比較的穏やかな進展により、身分制議会が国民を代表する近代議会に成長した。

#### 多数決原理
近代議会は個々人の政治的主張を調整することにより社会を統合する機関であり、その統合は社会全体の代表者である議員達の自由で理性的な討論と説得、そして妥協の積み重ねによるが、現実に解決すべき政治的課題の緊急性から意見の一致が得られぬ場合には、集団的意思決定手段として、相対的多数者の意見が暫定的に議会の意思とされる。しかし議会による統合の観点より、多数派と少数派の差異は常に相対的とされて将来の状況変化や討論進展による逆転可能性が留保されている必要がある。議会制を採用していても、(a)相対主義的価値観の社会への浸透（複数の価値観が承認されうる社会） (b)議員とその背後の社会構成員の一体的同質性（階級、宗教、イデオロギー等の対立が激しくない社会） (c)理性的かつ客観的な判断ができる議員 (d)意見発表の自由とその機会の均等、などの条件が揃わない場合には議会主義は変質または形式化する。

#### 代表制原理
近代議会を構成する議員は「国民の代表」のため、彼らの意思が国民全体の意思とされるが、この「代表」の意味はブルジョワ革命期より根本的な思想的対立がある。
- 国民（ナシオン）代表原理 - 自由委任制（信託制）、間接民主制

イギリスのホイッグ党の主張、エマニュエル＝ジョゼフ・シエイエスらによるフランス1791年憲法などが起源。各議員は全国民の代表として全国民のために政治活動し、自分の選挙区や出身階級などの利害のためには活動してはならないと考え、リコールなどの直接民主主義的制度は禁止される。この原理の代表は、具体的に現実の国民の意思と結びついている必要は無いため、身分制選挙や制限選挙により選出された議員でも国民を代表できる。
- 人民（プープル）代表原理 - 拘束委任制、直接民主制

起源は中世身分制議会の諸身分代表で、議員の地方代表性を強調したイギリスのトーリー党、道徳的市民が直接民主制の人民集会で一般意思を表示すべしとしたルソー、その思想を反映したフランスの1793年憲法などに例が見られる。各議員は現実に存在する一定の人民から委託を受けた代表で、議会は社会全体の縮図と捉える。議員は全て直接普通選挙で選ばれ、選出母体の意思を忠実に議会で代弁し主張すべきため、選出母体の意思に反した場合はリコールが認められる。討論による説得や妥協は困難なため、同質性の高い小共同体など以外では採用が難しいが、アメリカ合衆国のタウンミーティングなどが精神を受け継いでいる。

#### 二院制
議会政治の母国とされるイギリスでは、中世身分制議会が連続的に近代議会に発展した歴史より貴族院と庶民院の二院制だが、二院制の目的や性格は各国により異なる。
- 階級別 - イギリス、かつてのプロイセンなど
- 連邦の各邦の代表による一院を加える - アメリカ合衆国、スイス、ロシアなど
- 選出方法に差を設けて「数」と「理」を各院に代表させる - フランス、イタリア、日本など
- 立法作用を慎重にする - ノルウェー（下院議員間の互選で4分の1が上院議員となる）

二院制は権力分立、自由主義を背景とした制度であり、フランス革命や社会主義のコミューン理論など自由主義よりも民主主義を代表する立場からは批判される。また政党の発達による両院の性格相違の減少もあり、新たに二院制を採用する国は少ない。

### 権力分立
近代国家はブルジョワ革命の産物のため、自由主義の理念と専制的な権力に対する警戒から何らかの権力分立制度が採用されているが、国家の運営と行政の効率上は立法権と行政権の協働も要請され、その調和が課題となるが、各国の沿革や事情により複数のパターンがある。
- 議院内閣制 - 行政府（内閣）を議会の信任により成立・存立させ、議会に対して責任を負わせる[69]
- 大統領制 - 行政府（大統領）を独立して選挙し、直接国民に対して責任を負わせる[69]
- 議会統治制 - 行政府を完全に議会に従属させ、その責任を認めない　（スイスなど）

#### 議院内閣制

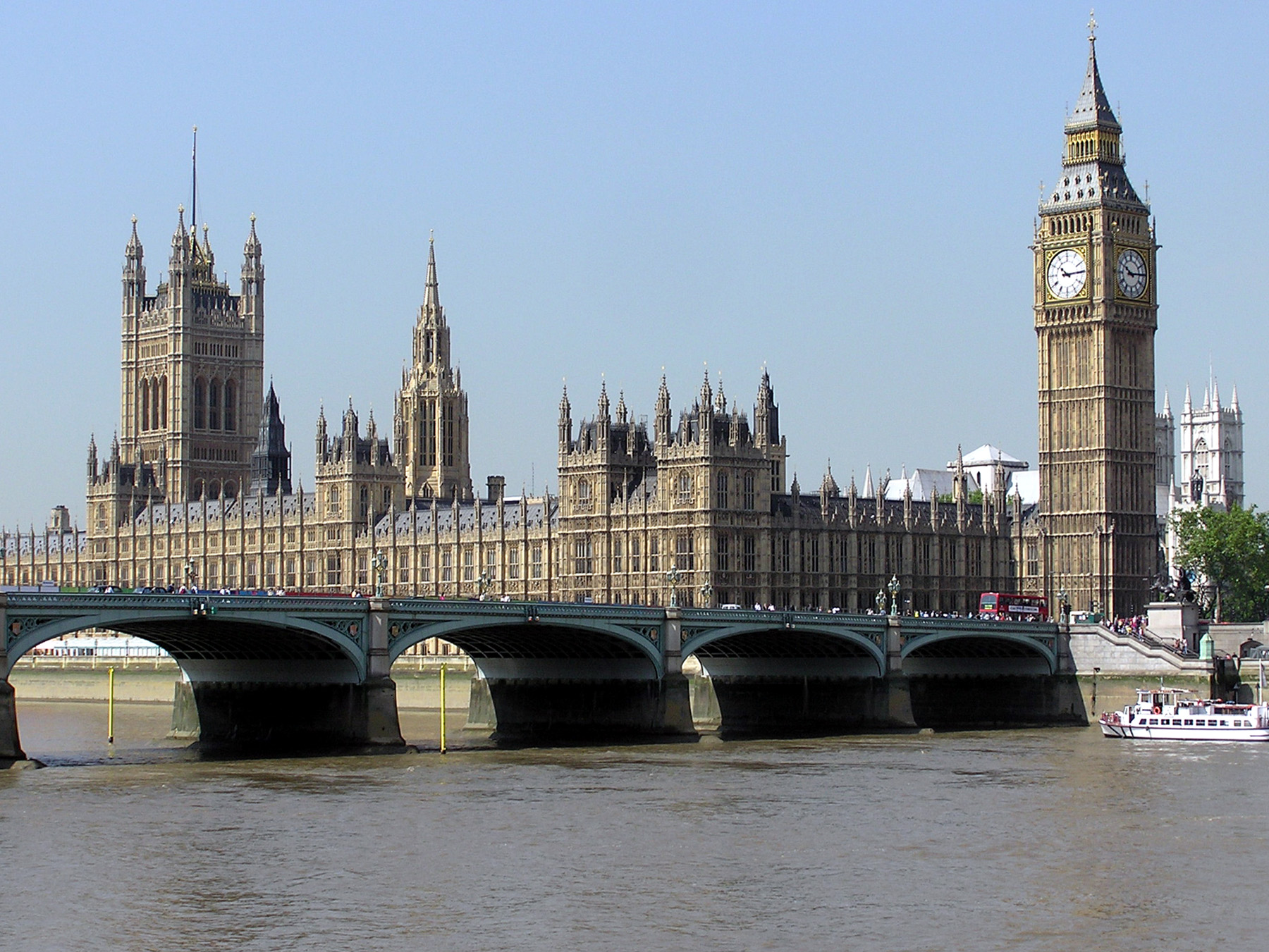
イギリスの議会が設置されているウェストミンスター宮殿

18世紀のイギリスで形成された。国王の行政権が次第に大臣に移り、1742年に国王の信認を得ていたロバート・ウォルポール首相が議会の不信任により辞職し、大臣も議会の信任なくしては在職できない慣習が確立した。その後に連帯責任の原則、議会の首相指名による内閣成立制度などが整備された。議院内閣制では内閣成立の指名と内閣の責任追及において議会が内閣をコントロールし、内閣は議会の解散により議会に対する選挙民の信任を問いうることで、両者間に抑制と均衡が成立する。このようなイギリス型の議会制度はウェストミンスターモデルとも呼ばれる。
- 長所 - (1)議会主義の貫徹が達成できる (2)議会と内閣の共働で政策を推進できる (3)内閣の責任 = 議会の多数派の責任が明瞭で国民の選挙による責任追及が容易[69]。
- 短所 - 議会の多数派が内閣を組織するため、内閣の予算や法案が容易に通過し、野党の追及が困難（権力分立が不十分。二大政党制では政権交代による権力分立でこの弊害を緩和）[69]

#### 大統領制

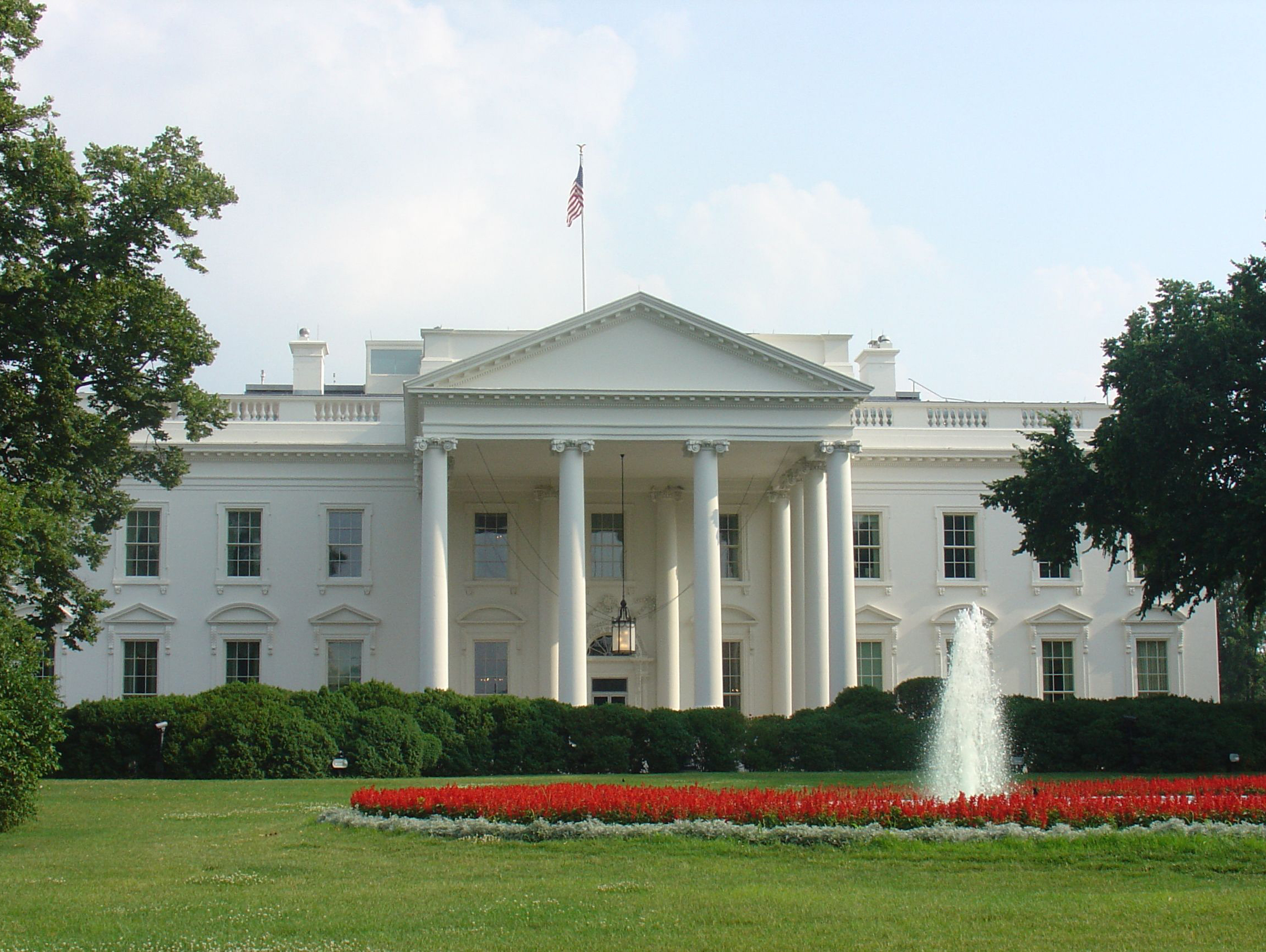
アメリカ合衆国のホワイトハウス

アメリカ合衆国の政治体制として創始された。大統領は国民の間接選挙（実質的には直接選挙）により選出され、任期の間は弾劾決議成立を除き免職は無い。議会は大統領の責任を追及できない反面、大統領は議会を解散できない。また大統領は議会への法案提出権が無いが、議会で成立した法案の施行への拒否権がある（両院が3分の2以上の多数で再可決すれば拒否にかかわらず成立）。
- 長所 - 徹底した権力分立（全国民から直接選ばれるとの強い正統性を背景にした、大統領への強力な行政権限の集中）[69]
- 短所 - (1)立法府と行政府の対立による非効率 (2)失政責任を大統領と議会多数派が押しつけ合うことが可能 (3)民主主義の未定着国で大統領が独裁者と化す危険性[69]

アメリカ型の純粋な大統領制を採用する国は少ないが、儀礼象徴的な大統領制はドイツ、イタリア、スイスなど多数ある。フランスは直接国民投票によって選ばれ、首相任命権、議会解散権などの強大な権力を持ち、議院内閣制と大統領制の混合形態と考えられる。

### 政党
政党は、17世紀のイギリス名誉革命の前後に生まれたトーリー党とホイッグ党が最初とされるが、19世紀後半迄の政党はいわゆる貴族政党（名望家政党）で、「財産と教養」ある階層によるサロン的なグループで、特に綱領や組織を持たず、個々の議員に対する拘束力は非常に緩かった。普通選挙実施後の現代の大衆政党（組織政党）は、議員以外にも多数の一般党員を全国的に組織し、綱領や役割組織も備え、党費により財政を賄い、議員や党員は党議に拘束され違反には除名などの罰則が設けられているが、これら拘束は「議員は全く自由な個人として討議し議決する」との近代議会主義の原則からは本来は認められないため、ルソー、ワシントン、ジェファーソンらは政党否定論を唱えた。
普通選挙が進み近代ブルジョワ国家から現代大衆国家へ変質すると、従来の「理性的な個人」とされた財産と教養あるブルジョワジーによる議会主義が形骸化し、有権者と候補者を政治的に組織する媒体として政党（大衆政党）が登場した。政党は私的結社として生まれたが、一定の条件（(1)普通選挙制と議会主義 (2)複数政党制の存在 (3)党内民主主義）を満たす場合には公的役割を果たしていると言える。また近代議会制民主主義の自由委任制は大衆社会では修正を余儀なくされ、有権者の意思を正しく議会に反映させるために選挙制度における人口比例が重要となった。

### 利益団体

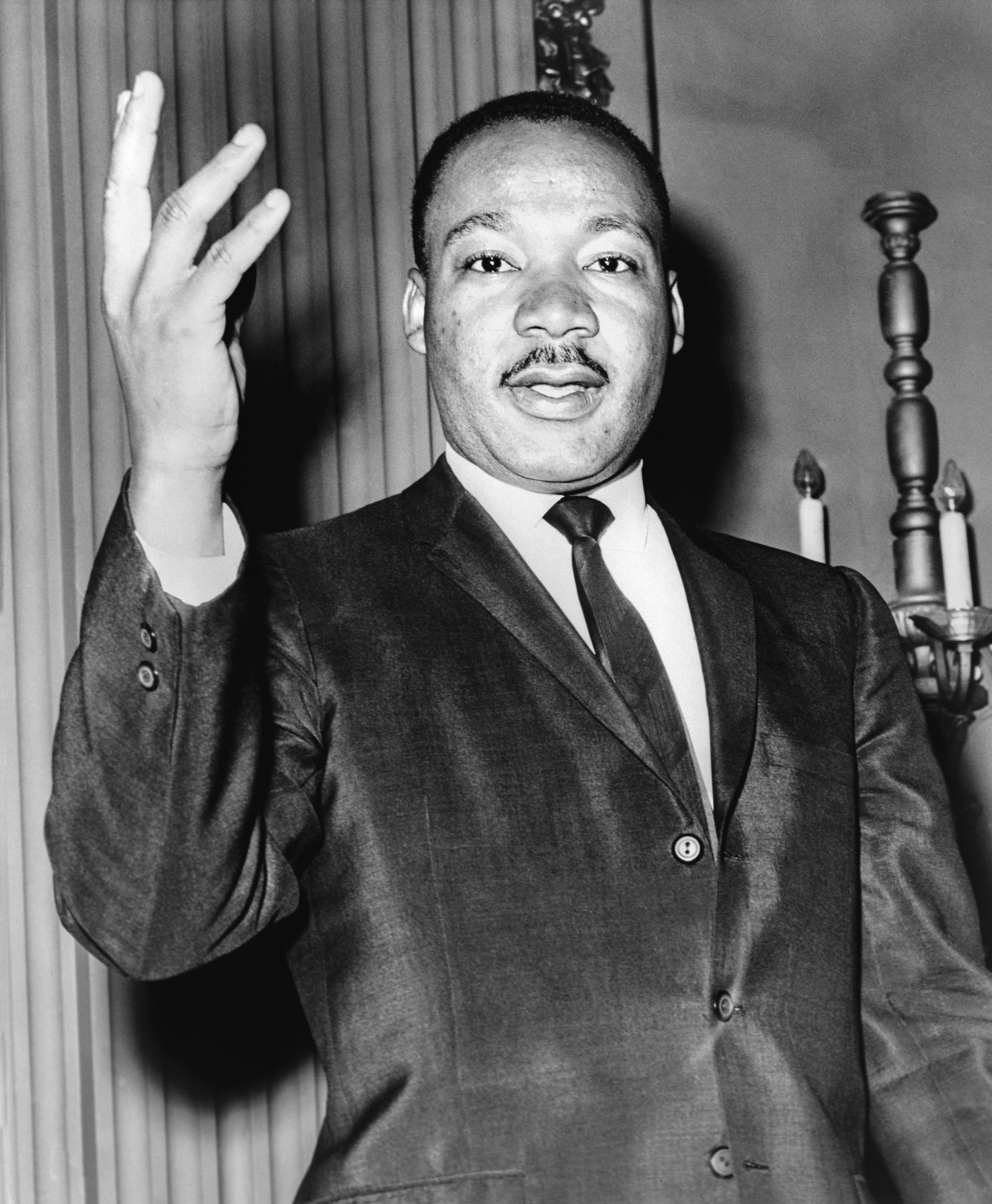
20世紀の著名な社会運動であるアメリカ公民権運動を指導したマーティン・ルーサー・キング・ジュニア

利益団体（圧力団体）は、政党以上に近代的な議会主義から離れており、特定の利益集団により民意や政治を歪める存在とも批判されるが、議会の統合機関としての役割低下に伴い大衆の直接的な要求を議会や行政府に働きかける側面も持つ。利益団体の発生は19世紀のアメリカでのロビイストで、利益団体の機能には、職能代表的機能、政策に対するチェック機能、政治家養成機能、団体構成員への教育機能、などがある。利益団体の分類はR・T・マッケンジーによる以下の3分類が一般的である。
- 部分利益集団 - 社会の一部を構成する、職能団体、宗教団体、少数民族などの諸集団による共通利益の擁護（例：労働組合、農協、経営者団体、消費者団体、等）
- 促進的団体 - 一定の社会的主張の実現を目指す団体（例：人権擁護団体、環境保護団体、等）
- 潜在的集団 - 社会的にたまたま共通の利益に立った者たちが結集した団体（例：公害反対などの住民運動、被害者同盟、等）

## 議論
民主主義（民主政、民主制）に関する議論は、その用語や概念自体に関する解釈を含めて多数の議論が存在するが、主な議論の要素には以下があり、各要素は相互に関連している。

### 構成員
民主主義では集団の重要な意思決定を構成員が行うため、構成員の正統性や範囲などが議論となる。民主主義は特定の範囲のもの（同質性）を平等に扱うため、全人類を範囲としない限り、その範囲外のもの（異質性）は区別し排除することになる。
古代ギリシアのポリスでは、市民はポリスの軍務を担える者とされ、そのため重装歩兵などの装備や軍務を自費で担える、一定資産を持つ成人男性の自由民のみが市民とされ、無産者、奴隷、女性、他のポリスからの移住者や子孫などは原則として除外された。しかしサラミスの海戦でガレー船の漕ぎ手が貢献すると無産市民も発言力を高めた。共和制ローマではローマ市民権が被支配民族や被支配地域に徐々に拡大され、アウグストゥス以降は兵役満期後の属州民の子供にも拡大され、更にアントニヌス勅令でローマ帝国内の全自由民に拡大された。
近代のブルジョワ民主主義による議会制民主主義では、「理性や教養を持つ市民」が議会で議論し決定するとされ、そのため「理性や教養を持つ市民」とされた有産階級の成人男性のみが参政権を持つ制限選挙が行われた。フランス人権宣言では全ての人間は普遍的に人権を持ち平等とされたが、以後も無産者、女性、植民地住民などは参政権は無く、各国で徐々に普通選挙や女性参政権、あるいは植民地独立などが進んだ。またフランス革命以降、多くの時代や地域で言語・民族・宗教などの社会的同質性によるナショナリズムを統合の理念とした国民国家が普及したが、その反面として少数民族、異教徒、外国人、難民などへの差別や排斥も発生している。現代の現実的な民主主義は国民的な同質性原理により、国民意識が普遍的人権より上位におかれている。現代でも一部の植民地、保護国、属領などでは本国に対する参政権は無い。外国人参政権の範囲は国により対応が異なる。

### 代表制
議会制民主主義（代表制民主主義、間接民主主義）では、選挙や議員の位置づけについて複数の潮流がある。
アテナイでは、市民全員参加の民会や、選出された評議員による五百人評議会などがあった。共和制ローマでは、元老院と民会があり、現在の貴族院（上院）と庶民院（下院）の起源となった。
代表制原理には多数の議論がある。間接民主主義を重視する観点からは、有権者は適切と考える人物に投票し、選出された議員や大統領は全構成員の代表として信任されたとされ、自己の理性と知見に従い自由に議論し決定する。この観点からは、次の選挙まで議員の身分は保証され、次の選挙まで民意反映の機会もなく、選挙制度や政党は重視されない。他方、直接民主主義を重視する観点からは、理想は直接参加であるが、議員を選出する場合でも信任ではなく限定的な委任であり、議員が有権者の意思に反する場合にはリコール等も認められる。
近代の自由主義によるブルジョワ民主主義では権力による独裁を警戒し、当初の選挙は「理性と教養ある市民」とされた有産階級の成人男性のみによる制限選挙で、選出された議員は全体の代表として自由に議論でき、また権力分立として三権分立や二院制も採用された。この観点からは、普通選挙は無産階級による多数派支配が警戒された。ルソー、ワシントン、ジェファーソンらは政党否定論を唱えた。しかし普通選挙が進展した大衆社会となり、階級対立など社会の同質性が低下して議会の形骸化が進展し、支持する勢力を議会に送り込むために選挙制度や政党、更には圧力団体の重要性が増大した。
人民の意思の反映（人民主権）をより重視する立場からは、普通選挙や女性参政権など公民権の拡大、議会の優越（議会主義）、直接民主主義的要素（イニシアティブ、リコール、レファレンダム）などが唱えられる。ジャン＝ジャック・ルソーは議会制民主主義（間接民主主義）の欺瞞を主張し、フランス1793年憲法（ジャコバン憲法）は直接民主主義的要素を採用した。また多くの国や組織で、特に重要な意思決定にはレファレンダムが併用されるようになった。
ウラジーミル・レーニンは前衛党（共産党）が多数派の労働者・農民を代表するとして一党独裁を行った（レーニン主義、党の指導性）。またアドルフ・ヒトラーは自己をドイツ民族の指導者と主張して独裁を行い（指導者原理）、カール・シュミットはアドルフ・ヒトラーを最も民主主義的と評価した。これらの独裁を批判する立場や理念には、自由主義、多元主義、経験主義、保守主義や、法の支配、権力分立などがある。
デモクラシーは古代ギリシアの政体論の一分類として生れ、自由で平等な市民による相互支配が本質で、全市民による民会での意思決定だけではなく、公職は抽選により、民衆裁判への市民参加が重視された。アリストテレスは、デモクラシーでは支配と服従の両方を経験することが重要とした。これに対して選挙は貴族政的な制度であり、選挙によって選出された代表者の意思決定を大幅に取り入れて、市民が代議士に政治を委ねる近代のデモクラシーは「自由な寡頭制」の面もあり、同じくデモクラシーと呼べるかは問題が残るが、しかし市民による自己統治の理念は現代でも重要な意味を持っている。

### 意思決定方法
民主主義は構成員全体による意思決定のため、全構成員による集会や、代表者による議会のいずれの場合でも、合意形成方法が議論となる。
大別して以下の決定方式がある。
- 全会一致 - 全構成員または全出席者の賛成をもって決する。民主主義の理念上、最大の正統性が得られる。各構成員が拒否権を持つことと同等で多数派による専制の懸念が無いが、説得や調整が重要となり、対立を含む議案では合意形成の困難性が高い。（国際連盟の総会・理事会、国連安保理常任理事国の拒否権など）
- 多数決（過半数） - 全構成員または全出席者の、過半数をもって決する。効率的な意思決定が可能だが、多数派による専制となり議会が形骸化する、過半数で勝敗が分かれるため僅かな状況変化により結論が二転三転する、過半数形成のための駆け引きや取引が重要となる、などの懸念もある。（古代アテナイの民会、多くの近代議会における通常の立法など）
- 多数決（特別多数） - 全構成員または全出席者の、過半数よりも更に多い特定の数などをもって決する。特に重要な意思決定を慎重に行う目的で採用される（国際連合憲章改正の発議[74]、硬性憲法の改正など）

一般的には、議論による説得・妥協・交渉などを続けて全会一致となるまで合意形成を図る事が理想的だが、意見集約が困難で期限が求められる場合には多数決も採用される。しかし多数決は「多数派による専制」（トグウィル）ともなり、特に階級や民族など同質性が低い集団では、多数派と少数派が固定化し、議会における実質的な審議機能が低下すると、民主主義による全体の統合機能が形骸化する。
また自由な議論には言論の自由、多元主義、情報公開などが前提となるため、形式的には民主主義でもこれら前提が実質的には不十分な場合には非自由主義的民主主義などとも呼ばれる。自由主義や多元主義の観点からは、複数の意見が存在して議論や選択の余地があること自体が健全であり、説得や状況によって現在の少数派も将来は多数派になる可能性が確保されていることが、議会や民主主義の統合機能には必要となる。
古代アテナイでは議論を行った後に、決着しない場合には多数決が行われた。モンテスキューは二院制による慎重な審議を主張し、ルソーは人民主権を重視して一院制を主張した。多くの近代憲法では、憲法改正など重要な意思決定には単純過半数より厳しい、半数を超える成立要件やレファレンダム要件などが定められている。

### 独裁との関連

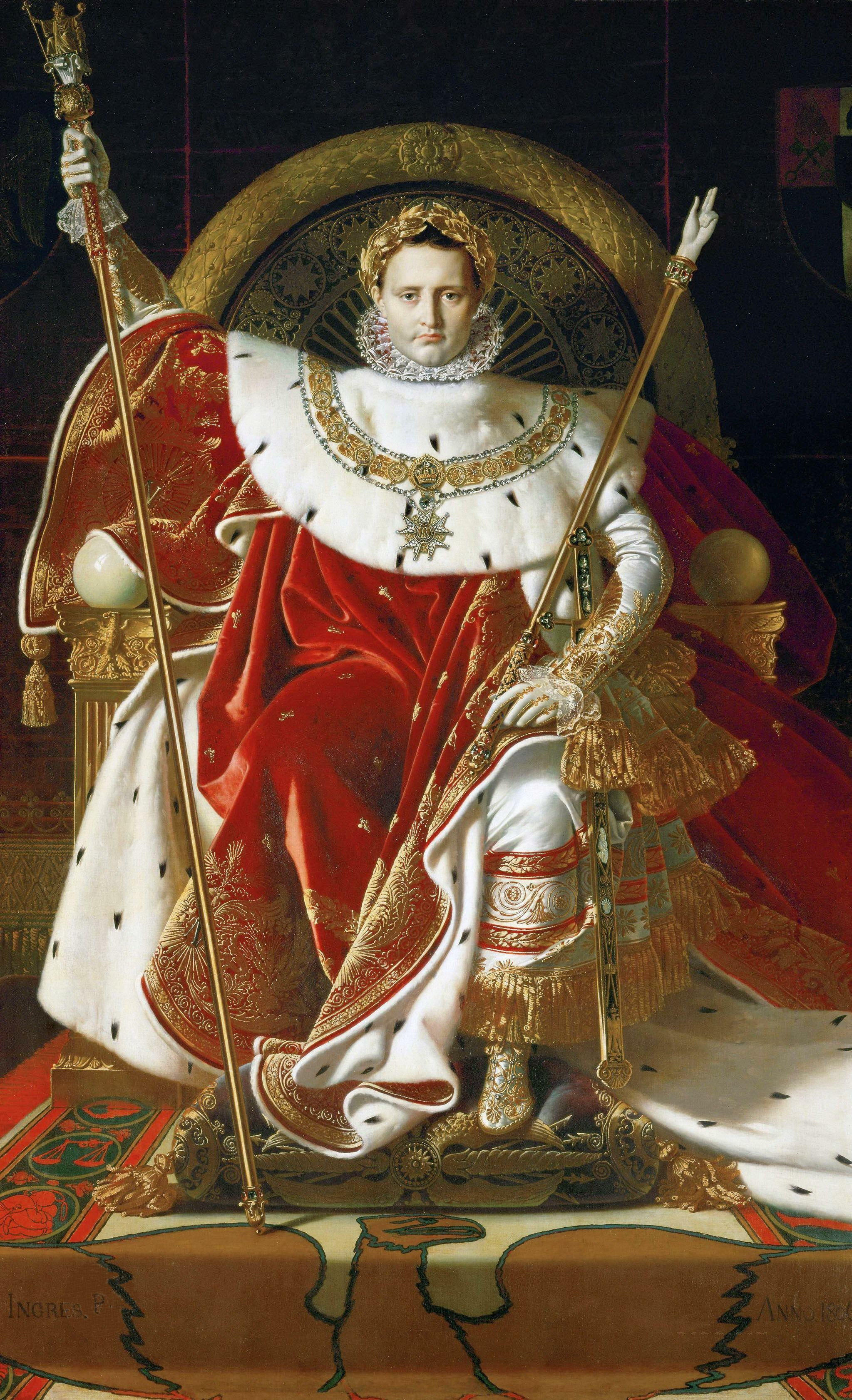
玉座のナポレオン1世。ナポレオン・ボナパルトはフランス革命戦争に際して軍事独裁政権を樹立し、国会の議決と国民投票を経てフランス人民の皇帝に即位した。

民主主義と独裁や専制は、歴史的にも多数の議論が存在している。古代より民主政の一部では非常時における独裁の制度があり、また人民の意思の実現には革命や独裁なども含めた強権が必要との主張も存在する。他方で独裁の実施者の多くは、非常事態における民主主義の防衛などを独裁の理由として主張している。
古代アテナイの民主政では、独裁の発生を防ぐため公職の抽選や陶片追放が行われた。ソクラテスが市民による公開裁判で死刑になった後、プラトンは民主政は衆愚政治に陥ると考えて哲人政治を主張し、アリストテレスは民主政（共和制、国政）が堕落すると王政（僭主政）になると考えた。共和制ローマでは非常時に任期限定の独裁官を設置できたが、カエサルが民衆人気を背景に終身独裁官となり帝政ローマの基礎を築いた。
ロック、モンテスキューらは独裁を防ぐため権力分立を主張したが、ルソーは人民主権のためには強制的な力の創出が必要とも主張した。フランス革命では民衆を支持基盤とするジャコバン派が恐怖政治を行い、ナポレオン・ボナパルトは国会の議決と国民投票を経て「フランス人民の皇帝」となった。またバブーフは完全平等社会の実現のため私有財産制の廃止と独裁を主張し、後のブランキやカール・マルクスに影響を与えた。エドマンド・バークらはフランス革命を批判し保守主義の潮流となった。
マルクスは資本主義社会から社会主義社会への過渡期にはプロレタリア独裁が必要として独裁を肯定したが、その独裁は短期間で激しくないと考えていた。レーニンはブルジョワ民主主義を欺瞞と批判し、社会主義革命後に「最も完全な民主主義」が実現すると記し、ロシア革命後に一党独裁を行い、約10年で共産主義社会は実現すると約束したが、1年後に約束を撤回した。レーニンの後継者となったヨシフ・スターリンは「社会主義建設が進むほど階級闘争も激化する」との階級闘争激化論を掲げた（スターリニズム）。マルクス・レーニン主義を掲げる社会主義国は共産党を指導政党を憲法等に明記し、事実上の一党独裁と呼ばれる。なおソ連などの一党制に対し、中華人民共和国などは統一戦線理論に基づく複数政党制（ヘゲモニー政党制）を採用し人民民主主義（または新民主主義）と称した。
第一次世界大戦後、「世界で最も民主的な憲法」と言われたヴァイマル憲法下のドイツで、アドルフ・ヒトラー率いるナチス党がドイツ民族の危機を訴えて1932年7月ドイツ国会選挙で大躍進し、更に国民投票で「総統」となった。法学者のカール・シュミットは、独自の法学思想によむて、第一次大戦後のヴァイマル共和政、議会制民主主義、自由主義を批判した。民衆の望む政治を行うことこそが民主主義と考え、アドルフ・ヒトラーを最も民主主義的と評価した。ユダヤ系ドイツ人エーリヒ・フロムは1941年に亡命地アメリカで、「近代社会は、前近代的な社会の絆から個人を解放して一応の安定を与えたが、同時に個人的自我の実現、すなわち個人の知的、感情的、また感覚的な諸能力の表現という積極的な意味における自由は、まだ獲得できず、かえって不安をつくり上げた」とし、ドイツの世論・民衆が自由民主主義体制の否定を支持していった様相を「自由からの逃走」と呼んだ。戦後のドイツ連邦共和国ではファシズム・共産主義という自由民主制度を否定する政党を禁止にしている。

### 自由主義との関連
多数派による支配を意味する民主主義と、個人の自由を最大限に尊重する自由主義が緊張関係にあることは、フランス革命以来、繰り返し強調されてきた。バンジャマン・コンスタン、アレクシ・ド・トクヴィル、ジョン・スチュアート・ミル等は、次第に権力を増大させ、道徳的・知的な権威さえも確保しつつあった「民主主義」（の名の下に政治を支配する多数派）の圧力から、個人の自由を守る自由主義の視点より議論を展開した（自由民主主義）。他方でカール・シュミットは、ジャン＝ジャック・ルソーの一般意思論を踏まえ、民主主義は最終的には一連の同一性（ドイツ語: Identität）の承認により成り立つため、価値の多元性を前提とする自由主義や議会は民主主義の妨害要素で、官僚化により形骸化した議会よりも、人民の喝采により支持を受けた独裁者による民主主義（人民の主権的決断・独裁）を提示し、議会制（間接民主主義）を補う国民票決や国民発案（直接民主主義）を主張した。

### 世論と衆愚政治
民主主義は構成員（人民、民衆、国民）による意思決定であるため、構成員全体の意思（世論、輿論、民意、人民の意思）が反映されるべきだが、それが正しいまたは適切であるか、更には世論とは存在し提示可能なものか、などの議論がある。
プラトンは民主主義は衆愚政治に陥ると考えた。マキャベリやヒトラーは、大衆は愚かであると考えた。ロック、モンテスキュー、ジェファーソンなどは自由主義の観点から多数派による専制を警戒し、権力分立が必要と主張した。
ジェームズ・ブライスは著書『近代民主政治』で、近代デモクラシーでは「世論」こそ政治が従わねばならない基準とした。またジャン＝ジャック・ルソーによる一般意思も理想化された世論と言える。
しかしアメリカ合衆国で選挙予測から始まった世論調査の進歩もあり、1922年 ウォルター・リップマンは著作『世論』で、世論は先入観によるステレオタイプ的思考に影響され、マスメディアが現実には情報を意識的・無意識的に取捨選択して大衆のステレオタイプ的思考を促進しており、世論は容易に操作され、変化されると述べた。他方でポール・ラザースフェルドは著書『人々の選択』で、マスメディアによる投票者への影響は直接的ではなく間接的で、有権者はオピニオンリーダーとのパーソナル・コミュニケーションにより自らの意思を形成していく、と述べた。